# Basilica di Santa Maria Novella
(Giovanni Boccaccio, Decameron, Prima giornata, introduzione)
La basilica di Santa Maria Novella è una delle più importanti chiese di Firenze e sorge sull'omonima piazza. Se Santa Croce era ed è un centro antichissimo di cultura francescana e Santo Spirito ospitava l'ordine agostiniano, Santa Maria Novella era per Firenze il punto di riferimento per un altro importante ordine mendicante, i domenicani.

## Storia

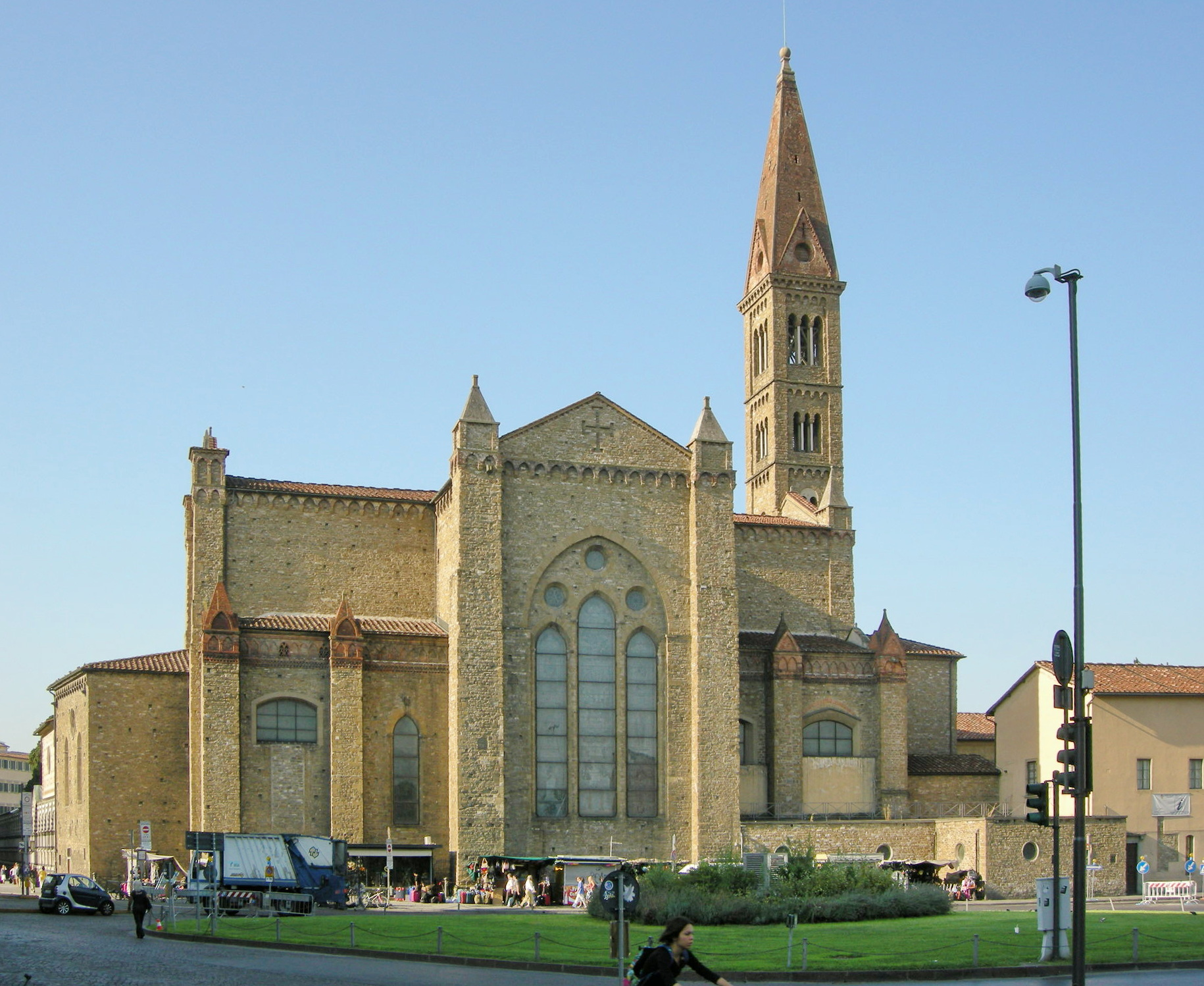
Veduta dell'abside da Piazza della Stazione

Nel 1219 dodici domenicani arrivarono a Firenze da Bologna, seguiti da Frate Giovanni da Salerno. Nel 1221, ottennero la piccola chiesa di Santa Maria delle Vigne, così chiamata per i terreni agricoli che la circondavano (all'epoca fuori dalle mura). Questa chiesetta, di proprietà dei canonici del Duomo, era stata consacrata nel 1049 o, secondo altre fonti, nel 1094, anche se questa seconda ipotesi è più probabile, poiché nell'Archivio Capitolare della cattedrale fiorentina è conservato un documento che menziona questa data. Ad ogni modo, della chiesetta antica sono stati trovati alcuni resti sotto l'attuale sacrestia, in particolare le basi di alcuni pilastri romanici.
Nel 1242 la comunità domenicana fiorentina decise di iniziare i lavori per un nuovo e più ampio edificio, ottenendo dal papa la concessione di indulgenze per chi avesse contribuito economicamente ai lavori già a partire dal 1246. Il 18 ottobre 1279, durante la festa di San Luca, venne celebrata nella cappella Gondi la cerimonia della posa della prima pietra con la benedizione del cardinale Latino Malabranca Orsini, anche se di fatto i lavori erano già da tempo iniziati. La nuova chiesa aveva la facciata orientata verso sud. La costruzione fu completata nella metà del XIV secolo. Il progetto, secondo fonti documentarie molto controverse, si deve a due frati domenicani, fra' Sisto da Firenze e fra Ristoro da Campi, ma partecipò all'edificazione anche fra' Jacopo Passavanti, mentre il campanile e buona parte del convento si deve all'intervento immediatamente successivo di fra' Jacopo Talenti e di Benci di Cione Dami. La chiesa, sebbene già conclusa verso la metà del Trecento con la costruzione dell'adiacente convento, fu tuttavia ufficialmente consacrata solo nel 1420 da papa Martino V che risiedeva in città.
Su commissione della famiglia Rucellai, Leon Battista Alberti disegnò il grande portale centrale, la trabeazione e il completamento superiore della facciata, in marmo bianco e verde scuro di Prato (serpentino), terminata nel 1470. Dopo il Concilio di Trento, tra il 1565 e il 1571 la chiesa fu rimaneggiata ad opera di Giorgio Vasari, con la rimozione del recinto del coro e la ricostruzione degli altari laterali, che comportò l'accorciamento delle finestre gotiche. Tra il 1575 e il 1577 fu costruita da Giovanni Antonio Dosio la cappella Gaddi. Un ulteriore rimaneggiamento si ebbe tra il 1858 e il 1860 ad opera dell'architetto Enrico Romoli.
Nell'ottobre del 1919 papa Benedetto XV l'ha elevata al rango di basilica minore.
Un importante restauro è stato effettuato nel 1999 per la preparazione al giubileo del 2000, mentre un successivo restauro della facciata è stato eseguito dall'aprile 2006 al marzo 2008.
Da marzo 2001 per la visita è richiesto un pagamento di un biglietto d'ingresso.

## La facciata

### Le preesistenze gotiche
La facciata marmorea di Santa Maria Novella è fra le opere più importanti del Rinascimento fiorentino, pur essendo stata iniziata in periodi precedenti e completata definitivamente solo nel 1920.
Il primo intervento si ebbe verso il 1350, quando il registro inferiore fu ricoperto di marmi bianchi e verdi grazie ai fondi da un tale Turino del Baldese deceduto due anni prima. In quella circostanza furono fatti i sei avelli o arche tombali, i due portali laterali gotici e, forse, anche l'ornamentazione marmorea a riquadri e archetti ciechi a tutto sesto fino al primo cornicione, che assomigliano a quelli del battistero di San Giovanni.
L'oculo più in alto risulta aperto dal 1367.
I lavori in seguito si interruppero e durante il Concilio di Firenze, che si tenne anche nel convento dal 1439, venne ribadita la necessità di provvedere al completamento della facciata. Solo un ventennio dopo si offrì il ricco mercante Giovanni di Paolo Rucellai, che ne affidò il progetto al suo architetto di fiducia, Leon Battista Alberti.

### L'intervento di Alberti

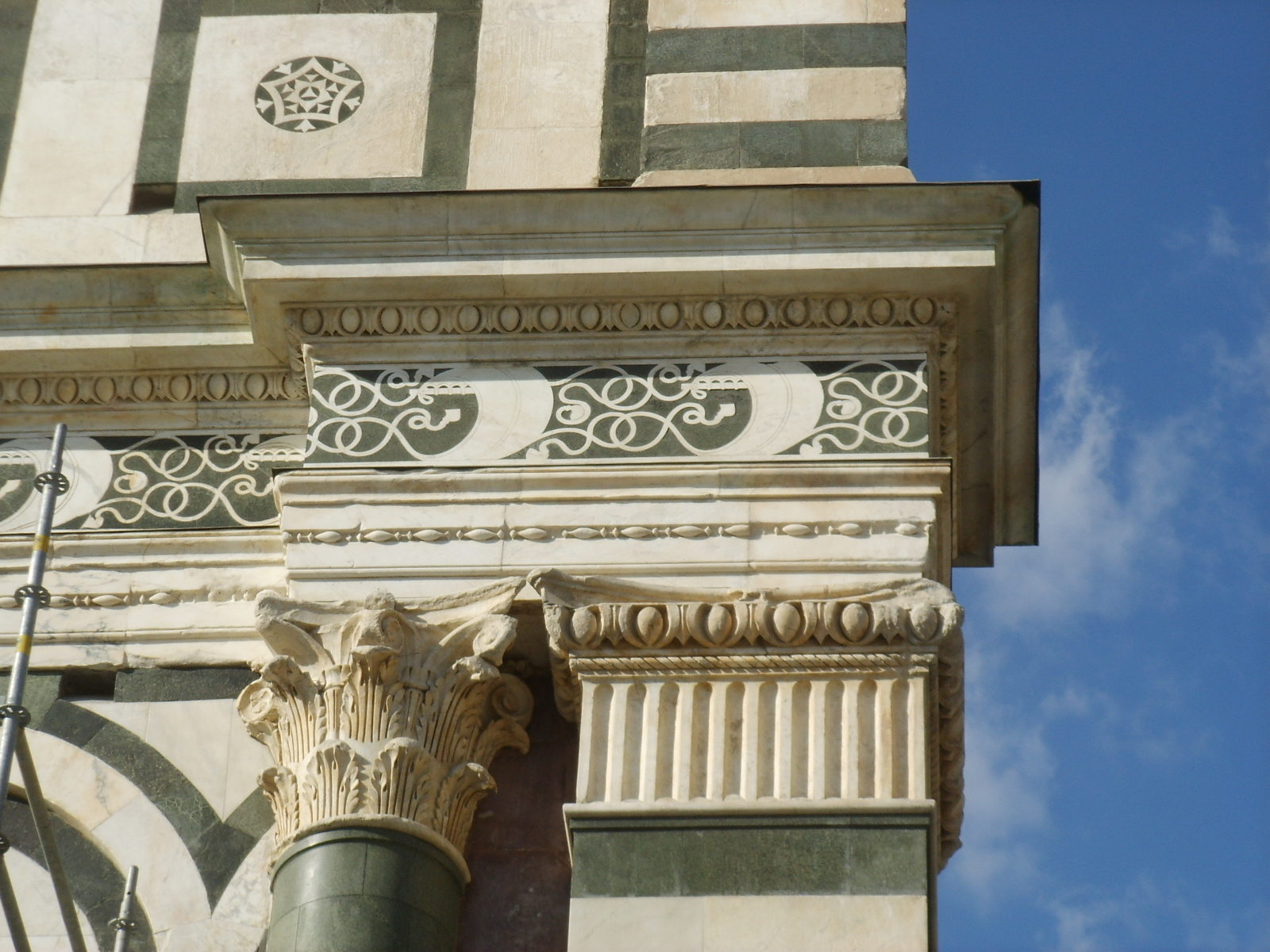
La vela Rucellai nel fregio

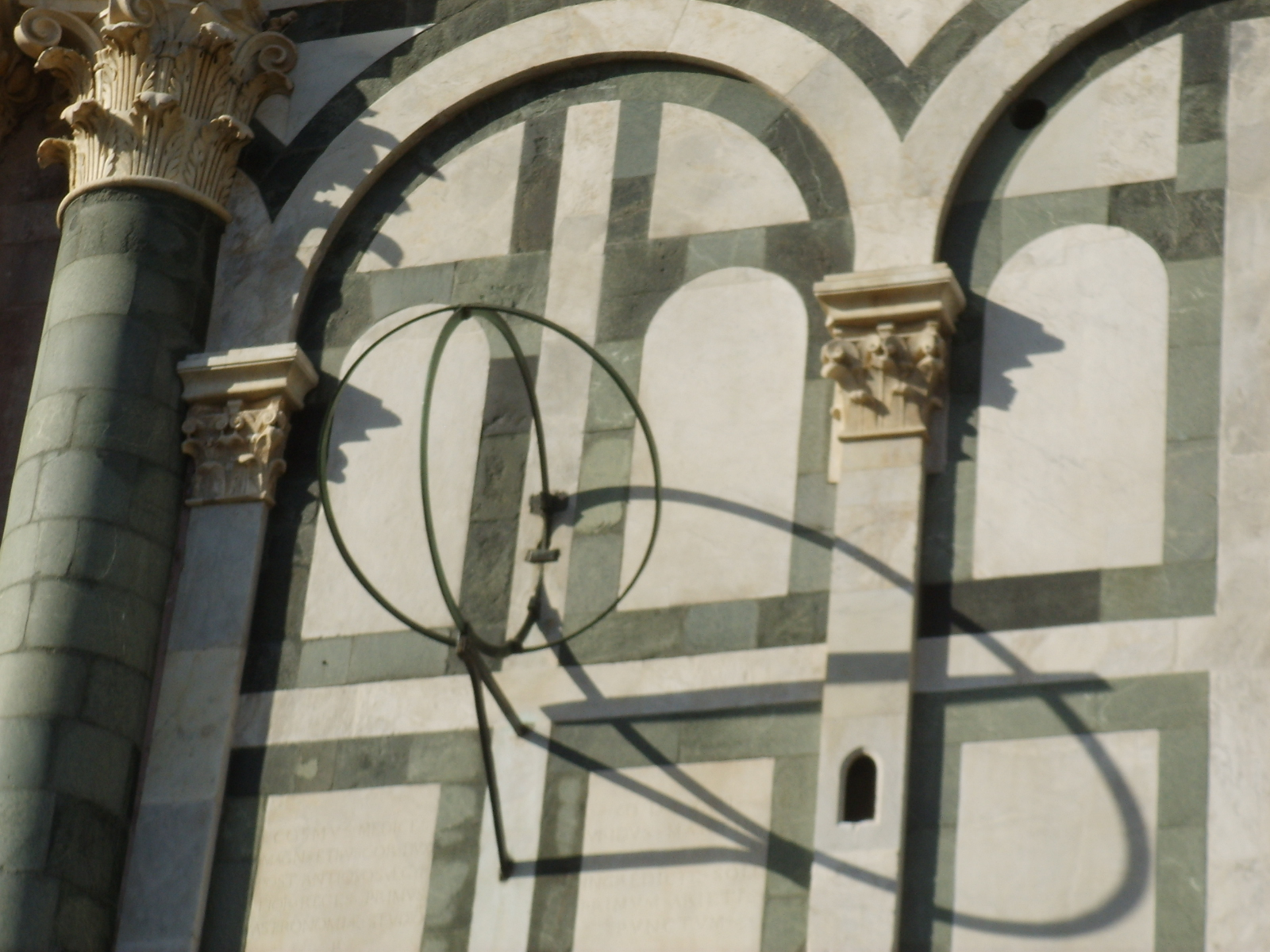
La sfera armillare

Tra 1458 e 1478 fu rivestita la parte restante di marmi policromi, armonizzando con la parte già esistente. La parte inferiore venne lasciata pressoché intatta nel suo assetto medievale, aggiungendo solo il portale classicheggiante, ispirato a quello del Pantheon, incorniciato dal motivo colonna-pilastro, che ricorre, seppure con un rapporto diverso, anche alle estremità sui lati. Oltre una trabeazione classicheggiante si trova un'ampia fascia decorata a tarsie quadrate, ispirata agli attici dell'architettura antica, che separa e raccorda la zona inferiore e quella superiore.
La parte superiore venne influenzata dalla preesistenza del grande oculo, attorno al quale Alberti installò, in posizione sfasata, un grande rettangolo tripartito, legato da rapporti geometrici di multipli e sottomultipli con il resto degli elementi della facciata. Esso è sormontato da un timpano con al centro il volto di Gesù Bambino inserito nel disco solare fiammeggiante, emblema del Quartiere di Santa Maria Novella. Le due volute capovolte ai lati, dalle tarsie finissime, hanno funzione di raccordo con la parte inferiore e mascherano il dislivello tra la navata centrale e quelle laterali, notevolmente più basse. Si tratta del primo esempio di questo motivo architettonico nella storia dell'arte, successivamente ampiamente sfruttato. La voluta di destra fu rivestita di marmi solo nel 1920.
Sull'architrave superiore campeggia un'iscrizione che ricorda il benefattore e un simbolico anno di completamento, il 1470: IOHA(N) NES ORICELLARIUS PAV(LI) F(ILIUS) AN(NO) SAL(VTIS) MCDLXX (Giovanni Rucellai, figlio di Paolo, anno 1470). L'elegante fregio marmoreo della trabeazione con le "vele con le sartie al vento" altro non è che l'emblema araldico di Giovanni di Paolo Rucellai. Lo stesso simbolo, che si può vedere sulla facciata del palazzo e della loggia Rucellai, nonché sul tempietto del Santo Sepolcro in San Pancrazio, compare anche sui pilastri angolari.
L'intervento dell'Alberti si innestò quindi sulle strutture gotiche precedenti, ma seppe unificare la parte nuova e quella antica tramite il ricorso alla tarsia marmorea, derivata dal Romanico fiorentino (Battistero di San Giovanni, San Miniato al Monte, Badia Fiesolana). Questo retaggio tradizionale venne rielaborato secondo la lezione classica e i principi della geometria modulare, valorizzando la storia dell'edificio e il contesto locale.
Lo schema è comunque mitigato da alcune leggere asimmetrie, forse programmate dall'Alberti, forse dovute alla manodopera locale. Lo schema preimpostato anteriormente non era infatti modulato su corrispondenze matematiche, per cui è probabile che Alberti dovette mascherare la mancata corrispondenza tra gli elementi verticali della parte inferiore e superiore, proprio con l'aggiunta della fascia-attico, le cui tarsie non sono allineate agli altri elementi
Alcuni dei rapporti modulari principali:
- La linea di base della chiesa è uguale all'altezza della facciata, con la quale forma un quadrato;
- Se la parte inferiore è esattamente la metà della superficie di questo quadrato, quella superiore, riguardo al quadrato tra le volute, equivale a un quarto;
- Dividendo ancora questa superficie in quattro si ottengono dei sedicesimi di superficie che inscrivono con precisione le volute laterali;
- Il portale centrale è alto una volta e mezzo la sua larghezza (rapporto di 2/3);
- L'altezza della fascia centrale a cerniera è uguale alla larghezza dei portali laterali e degli avelli, ed è sette volte l'altezza dell'ordine inferiore;
- I lati dei quadrati intarsiati sulla fascia centrale sono un terzo dell'altezza della fascia stessa ed il doppio del diametro delle colonne della parte inferiore.
- Il Sol Invictus rappresentato sul timpano è lo stemma del quartiere di Santa Maria Novella, ma anche un simbolo di forza e ragione; il trionfo della luce sulle tenebre, il diametro del tondo del Sole è esattamente la metà del diametro del rosone (compresa la cornice) ed è uguale a quello dei cerchi nelle volute.

### I portali

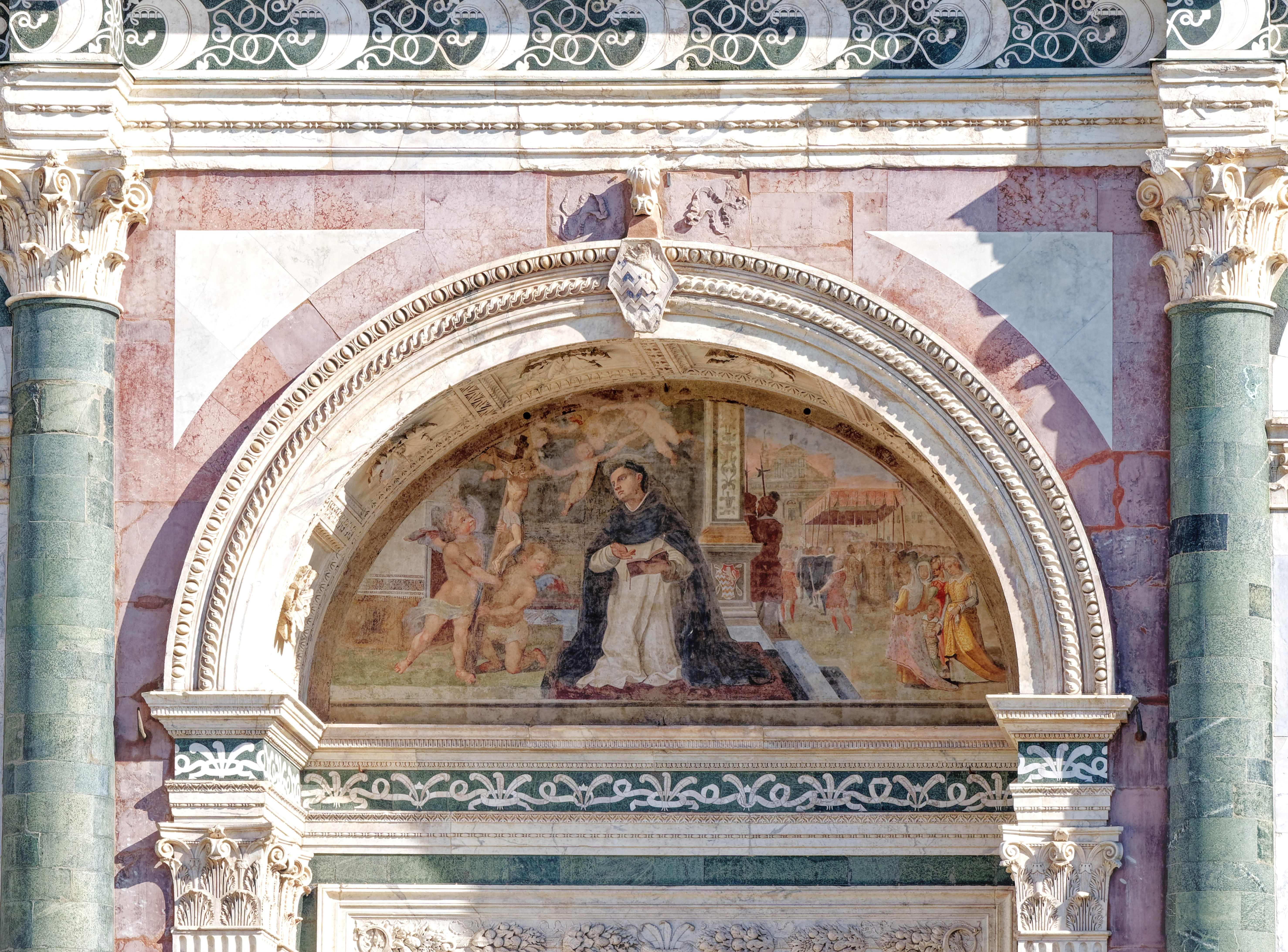
Lunetta del portale centrale

Le lunette sopra le porte furono dipinte da Ulisse Ciocchi tra il 1616 e il 1618. Quella centrale rappresenta San Tommaso d'Aquino in preghiera davanti al crocifisso (sullo sfondo lo stemma Rucellai e la processione del Corpus Domini che ebbe inizio in Santa Maria Novella). Quelle laterali ritraggono due personaggi del Vecchio Testamento tradizionalmente legati all'allegoria eucaristica: Aronne con la manna, a destra, e Melchisedech con i pani, a sinistra.

### Gli strumenti scientifici
Sulla facciata compaiono anche delle strumentazioni scientifiche aggiunte nel 1572-1574: a sinistra un'armilla equinoziale in bronzo, a destra un quadrante astronomico in marmo con gnomone, opere del domenicano fra Ignazio Danti da Perugia (1555-1586), astronomo e cartografo granducale. Il frate astronomo, grazie a queste strumentazioni, riuscì a calcolare esattamente la discrepanza fra il vero anno solare e il calendario giuliano, allora ancora in uso fin dalla sua promulgazione nel 46 a.C. Dimostrando i suoi studi con una commissione di altri studiosi a Roma a papa Gregorio XIII si ottenne il riallineamento dei giorni e la promulgazione del nuovo calendario gregoriano, saltando in una notte del 1582 dal 4 ottobre al 15 ottobre.

## L'interno della chiesa

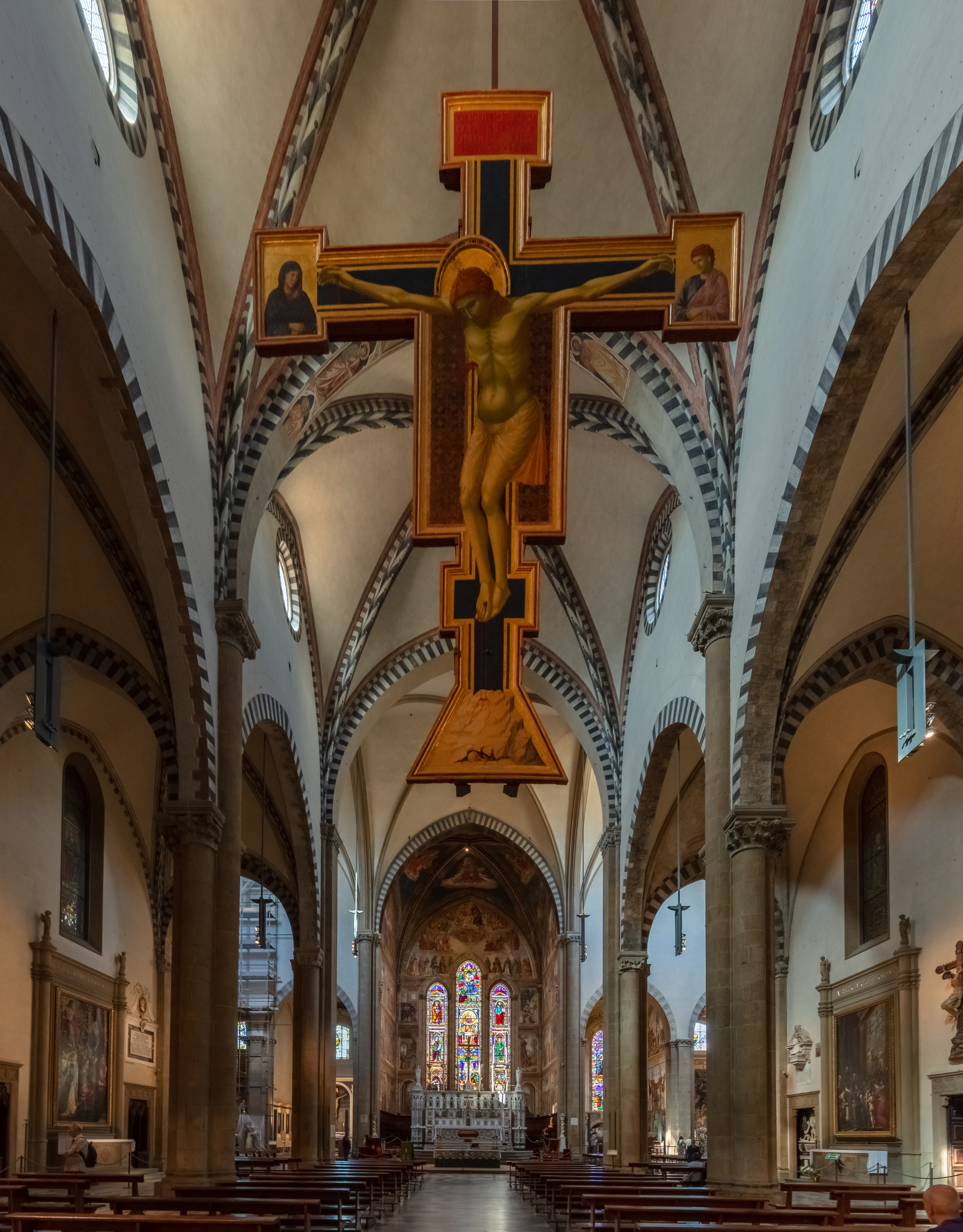
La navata centrale

### Architettura interna
La chiesa fu la prima basilica dove vennero usati elementi dell'architettura gotica a Firenze, in particolare i caratteri tipici dell'architettura gotica cistercense. L'interpretazione del nuovo stile fu molto originale e fece da esempio ad un gran numero di edifici religiosi successivi. È lunga 99,20 metri, larga 28,20, mentre il transetto misura al massimo 61,54 m. Presenta una pianta a croce commissa (cioè a T), suddivisa in tre navate con sei ampie campate che si rimpiccioliscono verso l'altare (11,50 m verso l'altare contro i 15 verso la facciata), dando la sensazione di una lunghezza maggiore di quella reale. La copertura è affidata alle volte a crociera a costoloni con archi a sesto acuto, decorati da pitture parietali bicrome bianco-verdi, sostenute da pilastri polistili, cioè a sezione mista. L'ampiezza della navata centrale e la sua altezza al limite delle possibilità statiche per un edificio del genere fanno sì che le navate laterali sembrino armoniosamente fuse in un'unica amplissima aula.
Una grande iconostasi separava anticamente il presbiterio, l'area riservata ai religiosi, dalle navate longitudinali dove prendevano posto i fedeli, ma venne demolita tra il 1565 e il 1571, quando vi lavorò Vasari su commissione di Cosimo I. Nello stesso periodo vennero accorciate le monofore lungo la navata, in modo da lasciare in basso lo spazio per nuovi altari laterali. Il pavimento ospitava anticamente numerosissime lapidi funebri, che vennero selezionate nel restauro del 1857-1861 e in parte poste tra i pilastri laterali. Sempre nell'Ottocento, venne ricostruito l'altare maggiore, in stile neogotico, e vennero ricomposte le finestre e gli altari laterali, dando alla chiesa l'aspetto attuale.
In fondo alla navata principale, ad un'altezza di 4,5 metri, è stato ricollocato dal 2001 il Crocifisso di Giotto (databile verso il 1290), dopo dodici anni di restauro, nella posizione dove verosimilmente doveva trovarsi fino al 1421 collegato alla divisione iconostatica. Leggermente inclinato in avanti, è sorretto da una struttura metallica sospesa, ancorata ad un argano che ne consente l'abbassamento fino a terra.

### Le vetrate

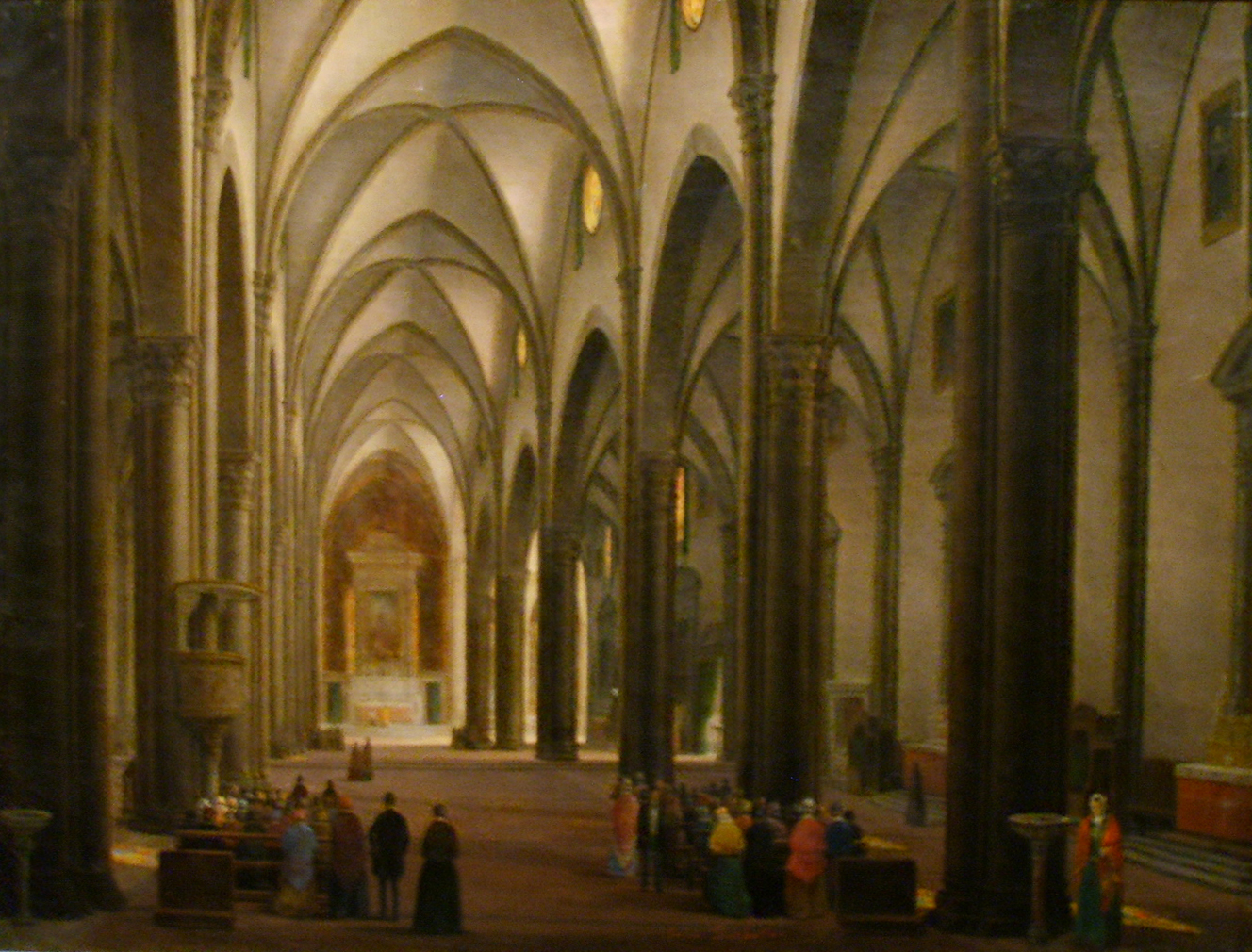
Interno di Santa Maria Novella, dipinto di Fabio Borbottoni (1820-1902)

Le vetrate furono eseguite tra il XIV e il XV secolo e fra esse spiccano per esempio la Madonna con Bambino o San Giovanni e San Filippo entrambe disegnate da Filippino Lippi, poste nella Cappella Strozzi. Il rosone che si apre sulla facciata, che raffigura l'Incoronazione della Vergine con schiere d'angeli danzanti e una cornice di Profeti, fu realizzato su cartone attribuito ad Andrea di Bonaiuto, tra il 1365 e il 1367. Nella scena è raffigurato anche il committente, Tebaldino de' Ricci.

### La controfacciata
Nella controfacciata è interessante la lunetta del portale centrale, con una Natività, affresco staccato della cerchia di Sandro Botticelli. In quella del portale di sinistra si trova un'Annunciazione su tela, l'ultima opera di Santi di Tito. In quella di destra infine si trova un affresco trecentesco di autore ignoto, con un'Annunciazione che sormonta la Natività, Adorazione dei Magi e Battesimo di Cristo.

### Altari della navata sinistra
Numerose e di altissimo profilo sono le opere d'arte, fra le quali spicca la Trinità di Masaccio, opera sperimentale sull'uso della prospettiva, a proposito della quale il Vasari ebbe a dire: "Pare che sia bucato quel muro". Rappresenta uno dei più importanti capolavori dell'arte rinascimentale, attuazione dei nuovi canoni stilistici in pittura, al pari dei traguardi architettonici di Brunelleschi e scultorei di Donatello. La scena sacra è ambientata in una monumentale architettura classica, disegnata con punto di fuga realistico per essere guardata dal basso, mentre la figura di Dio sorregge la Croce di Cristo, con un atteggiamento maestoso, eloquente e solenne. Un recente restauro ha evidenziato la possibile collaborazione di Filippo Brunelleschi nel disegno della prospettiva dello sfondo. Anche le figure dei committenti, i coniugi Lenzi, inginocchiate ai lati della scena, rappresentano un'importantissima novità, dipinte per la prima volta a dimensione naturale, non piccole figurine di contorno, e con un notevolissimo realismo oltre al quale traspare anche il loro senso di religiosità e la devozione. La scritta sul sarcofago è un memento mori.
Il primo altare è decorato dalla pala con la Resurrezione di Lazzaro di Santi di Tito, mentre a destra vi si trova il monumento al giureconsulto Antonio Strozzi, del 1524, caratterizzato da un sarcofago in marmo nero con decorazioni scultoree disegnate da Andrea Ferrucci ma eseguite dagli allievi Silvio Cosini (per la Madonna col Bambino) e Maso Boscoli (autore degli angeli).
Il secondo altare presenta la Samaritana al pozzo di Alessandro Allori (1575), accanto all'Annunciazione su tavola della cerchia di Bicci di Lorenzo, mentre il terzo altare venne rimosso per fare luce alla Trinità masaccesca. Poco più a sinistra si trova la Santa Lucia e donatore di David Ghirlandaio, già collocata nella Cappella Rucellai. Vicino si trova il pulpito, sul penultimo pilastro, commissionato dalla famiglia Rucellai nel 1443 e disegnato da Filippo Brunelleschi. La realizzazione dei 4 pannelli a bassorilievo spettò al suo figlio adottivo e allievo Andrea Cavalcanti detto il Buggiano (1443-1448). Vi si trovano scolpite le Storie di Maria a bassorilievo, lumeggiate con l'oro nel Settecento.
Sul quarto altare si trova la Resurrezione e quattro santi di Giorgio Vasari e poco più avanti si trova l'organo risalente all'Ottocento, ai fianchi del quale sono collocate le memorie funebri per gli architetti Giuseppe del Rosso il Vecchio (morto nel 1731) e di Zanobi del Rosso (morto nel 1731).
Il quinto altare presenta una pala lignea cinquecentesca con piccoli riquadri di Santi e Storie di santa Caterina da Siena, di Bernardino Poccetti, e una statua moderna della santa, mentre il sesto altare è decorato dal San Giacinto e altri santi di Alessandro Allori (1596). All'angolo con il transetto si trova un'acquasantiera della scuola di Benvenuto Cellini.

### Altari della navata destra
Vicino al primo pilastro presso la controfacciata si trova l'acquasantiera in marmo, su una colonnina di mischio rosso, opera di manifattura francese del 1412. Sull'altare che corrisponde alla prima campata si trova la tela con il Martirio di San Lorenzo, opera di Girolamo Macchietti del 1573.
Sul secondo è collocata una Natività di Giovan Battista Naldini, del 1577, mentre vicino si trova la tomba della Beata Villana (morta nel 1381), importante opera della scultura rinascimentale (1451): il volto della beata fu scolpito da Bernardo Rossellino, l'angelo di sinistra da Antonio Rossellino e quello di destra da Desiderio da Settignano.
Il terzo altare presenta la tela della Presentazione al tempio, sempre del Naldini (1577), e nelle vicinanze è collocata la tomba del Beato Giovanni da Salerno, opera quattrocentesca però l'effigie venne dispersa durante la risistemazione della chiesa del 1570, per cui una nuova scultura venne scolpita da Vincenzo Danti seguendo uno stile quattrocentesco.
Nella quarta campata campeggia sull'altare un'altra pala del Naldini, la Deposizione. Ai lati si trovano a sinistra il monumento a Ruggero Minerbetti, di Silvio Cosini (1528-1530 circa) e a destra quello a Tommaso e Francesco Minerbetti de Medici (arcivescovo di Sassari) rinnovato nella seconda metà del Cinquecento.
Il quinto altare era usato dalle compagnie del Pellegrino e del Tempio ed è decorato dalla Predicazione di San Vincenzo Ferrer e il Redentore di Jacopo Coppi detto il del Meglio.
Tra quinto e sesto altare è la porta che conduce alla Cappella della Pura (oggi accessibile dal recinto degli avelli, vedi sotto), sopra la quale è il Crocifisso proveniente dalla detta cappella, che sappiamo essere stato oggetto di devozione della Beata Villana, frutto dell'unione, avvenuta entro il primo quarto del Trecento, di una croce duecentesca e di una statua lignea di un Cristo in croce di espressionistica iconografia renana.
Il sesto e ultimo altare, che segue, è decorato dal San Raimondo che resuscita un fanciullo, di Jacopo Ligozzi (1620-1623), mentre vicino all'angolo si trova il monumento funebre di Giovan Battista Ricasoli (morto nel 1572), in marmo, attribuito a Romolo del Tadda.

### Il transetto
Il transetto è attraversato da una breve scalinata che porta agli altari ed alle cappelle posteriori e che sostituisce il tramezzo del presbiterio dalla ristrutturazione vasariana del 1565-1571. È composto da tre campate a base quadrata, una grande cappella centrale, grande quasi come l'intera campata centrale, e due coppie di cappelle posteriori di ampiezza dimezzata. Inoltre vi sono due cappelle sopraelevate alle estremità, dalle quali si accede anche alla sagrestia (a sinistra) ed alla Cappella Della Pura (a destra). Nelle chiavi di volta delle crociere si trovano figure simboliche in pietra, scolpite e dorate nel Trecento.
Nel lato destro si trovano tre sepolture parietali di notevole interesse:
- La tomba di Tedice Aliotti, vescovo di Fiesole morto nel 1336, attribuita a Maso di Banco (in alto).
- La tomba di fra' Aldobrandino Cavalcanti, vescovo di Orvieto morto a Firenze nel 1279 (a sinistra).
- La tomba di Giuseppe, patriarca di Costantinopoli morto a Firenze durante il concilio nel 1440, con una pittura murale di autore fiorentino anonimo raffigurante il defunto fra due angeli (in basso).

Vicino alla gradinata per la Cappella Rucellai si trova la lastra tombale di Corrado della Penna, vescovo di Fiesole morto nel 1312, opera della cerchia di Arnolfo di Cambio.

### Le cappelle del transetto

#### Cappella Maggiore
La Cappella Maggiore o Cappella Tornabuoni si trova al centro della chiesa dietro l'altare maggiore. Il Crocifisso centrale è un'opera del Giambologna. Il coro conserva un importantissimo ciclo di affreschi di Domenico Ghirlandaio, al quale probabilmente lavorò anche un giovanissimo Michelangelo Buonarroti, allora nella sua bottega. Sono rappresentati episodi della Vita della Vergine e San Giovanni, ambientate nella Firenze contemporanea e con numerosi ritratti dei committenti e di personalità fiorentine dell'epoca, caratteristica tipica del Ghirlandaio. Sul muro posteriore sono raffigurate le scene di San Domenico che brucia i libri eretici, Il martirio di San Pietro, L'annunciazione e San Giovanni nel deserto. Sugli spicchi della volta sono rappresentati gli Evangelisti.
Le vetrate policrome furono eseguite nel 1492 da Alessandro Agolanti su disegno di Ghirlandaio.

#### Cappelle di destra

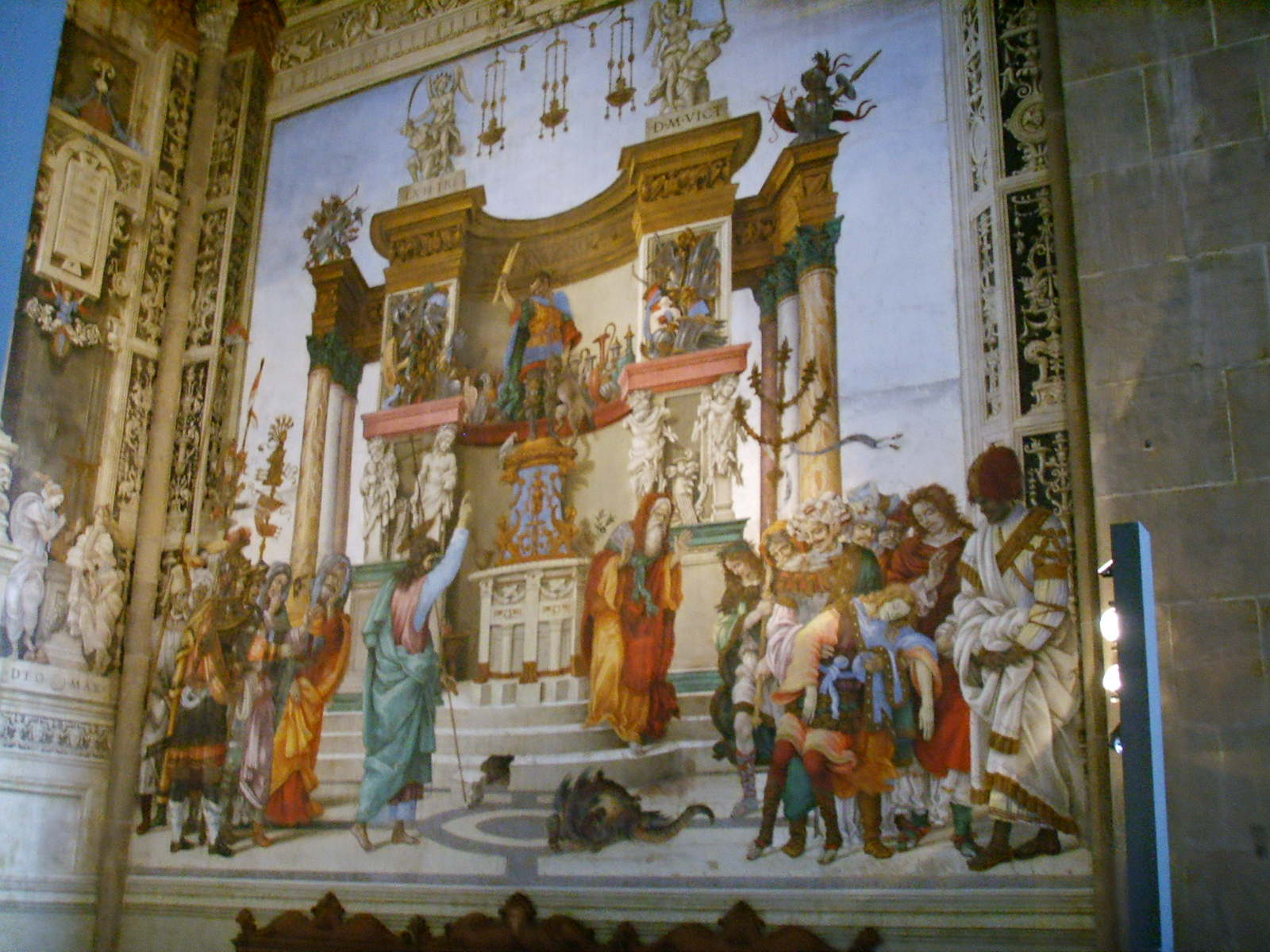
Cappella di Filippo Strozzi, affreschi di Filippino Lippi, San Filippo scaccia il dragone dal tempio di Hierapolis

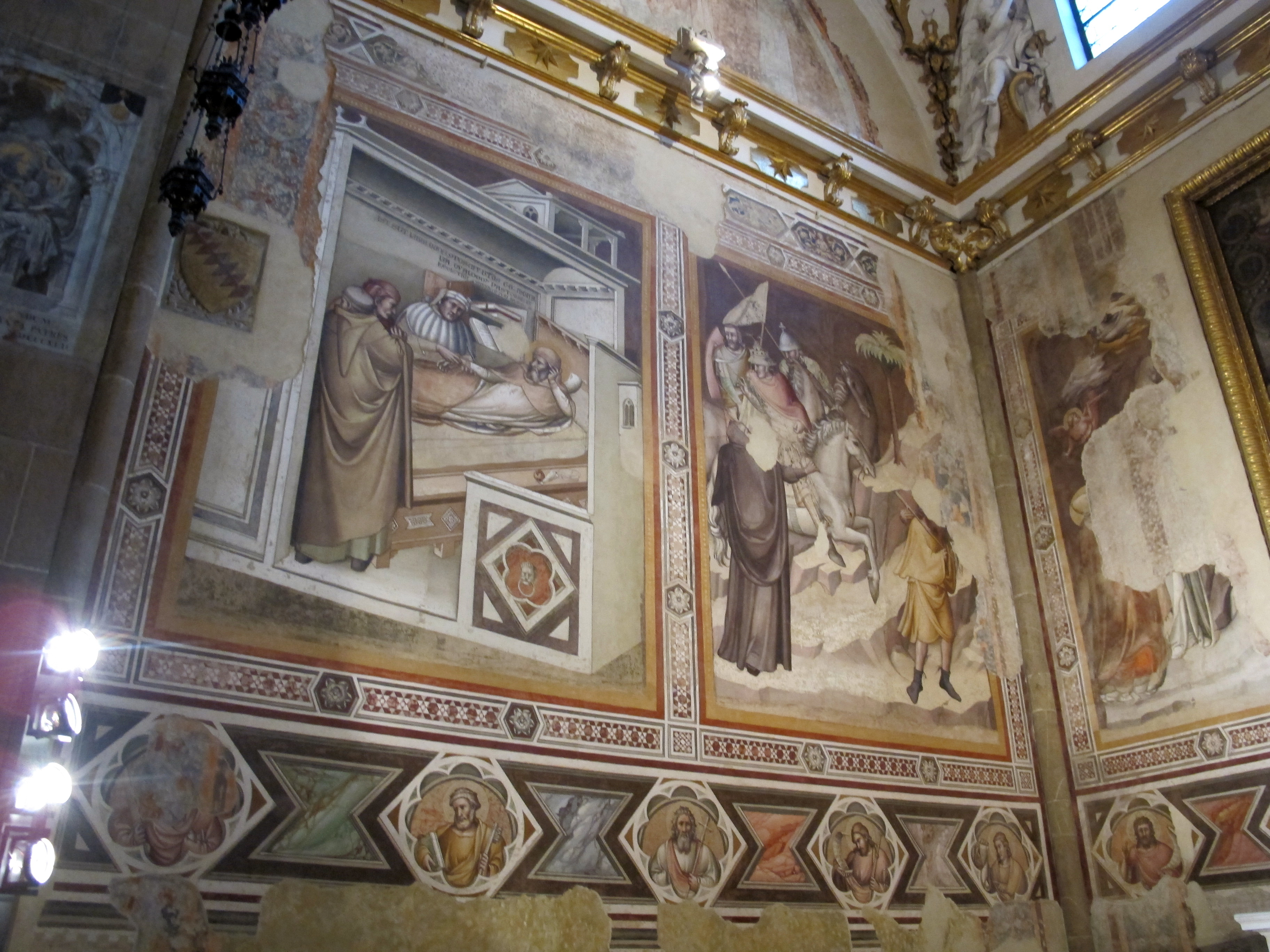
Cappella Bardi, affreschi attribuiti allo pseudo-Dalmasio

La Cappella di Filippo Strozzi si trova a destra della cappella centrale e conserva uno straordinario ciclo di affreschi di Filippino Lippi, con storie delle vite di San Filippo apostolo e San Giovanni evangelista (terminato prima del 1502). Sul lato destro San Filippo scaccia il dragone dal tempio di Hierapolis e sulla lunetta La crocefissione di San Filippo; a sinistra San Giovanni resuscita Drusiana e in alto Il martirio di San Giovanni; nelle lunette della volta Adamo, Noè, Abramo e Giacobbe. Particolare importanza hanno le scene centrali degli affreschi, ambientate in alcune fantasiose architetture classiche, nelle cui scene si combatte uno scontro fra cultura cristiana e paganesimo, un tema allora di scottante attualità in quanto era il periodo di governo del Savonarola. Dietro l'altare è presente la tomba di Filippo Strozzi, scolpita da Benedetto da Maiano (1491-1495).
La Cappella Bardi, dedicata a san Gregorio, è la seconda a destra e appartenne alla Compagnia della Laudi di Santa Maria Novella. Nel 1335 il patronato passò alla famiglia Bardi di Vernio. Appartengono a questo momento il rilievo sul pilastro di destra con San Gregorio che benedice Riccardo Bardi e gli affreschi con Storie di San Gregorio Papa, attribuiti di recente al pittore anonimo bolognese Pseudo Dalmasio. Un secondo strato di affreschi emerge dalle numerose lacune che interrompono la superficie pittorica: si tratta di una decorazione più antica che venne realizzata assieme ai lunettoni già attribuiti a Duccio di Buoninsegna. La Madonna del Rosario sull'altare è opera di Giorgio Vasari (1568).
La Cappella Rucellai si trova in posizione rialzata in fondo al braccio destro del transetto e risale al Trecento. Vi è conservata una statua marmorea di Madonna con bambino di Nino Pisano, della metà del XIV secolo. Gli affreschi sono molto danneggiati e rimangono solo dei frammenti attribuiti al Maestro della Santa Cecilia (restaurati nel 1989). Il pannello sulla parete di sinistra (Martirio di santa Caterina d'Alessandria) fu dipinto da Giuliano Bugiardini tra il 1530 e il 1540, con il parziale uso di disegni di Michelangelo. Un tempo vi era collocata la Madonna Rucellai, oggi agli Uffizi, che infatti prende il nome da questa cappella, anche se questa non era la sua collocazione originaria. Davanti alla cappella il sarcofago di Paolo Rucellai e la Lastra sepolcrale di Fra' Leonardo Dati di Lorenzo Ghiberti (1425)

#### Cappelle di sinistra

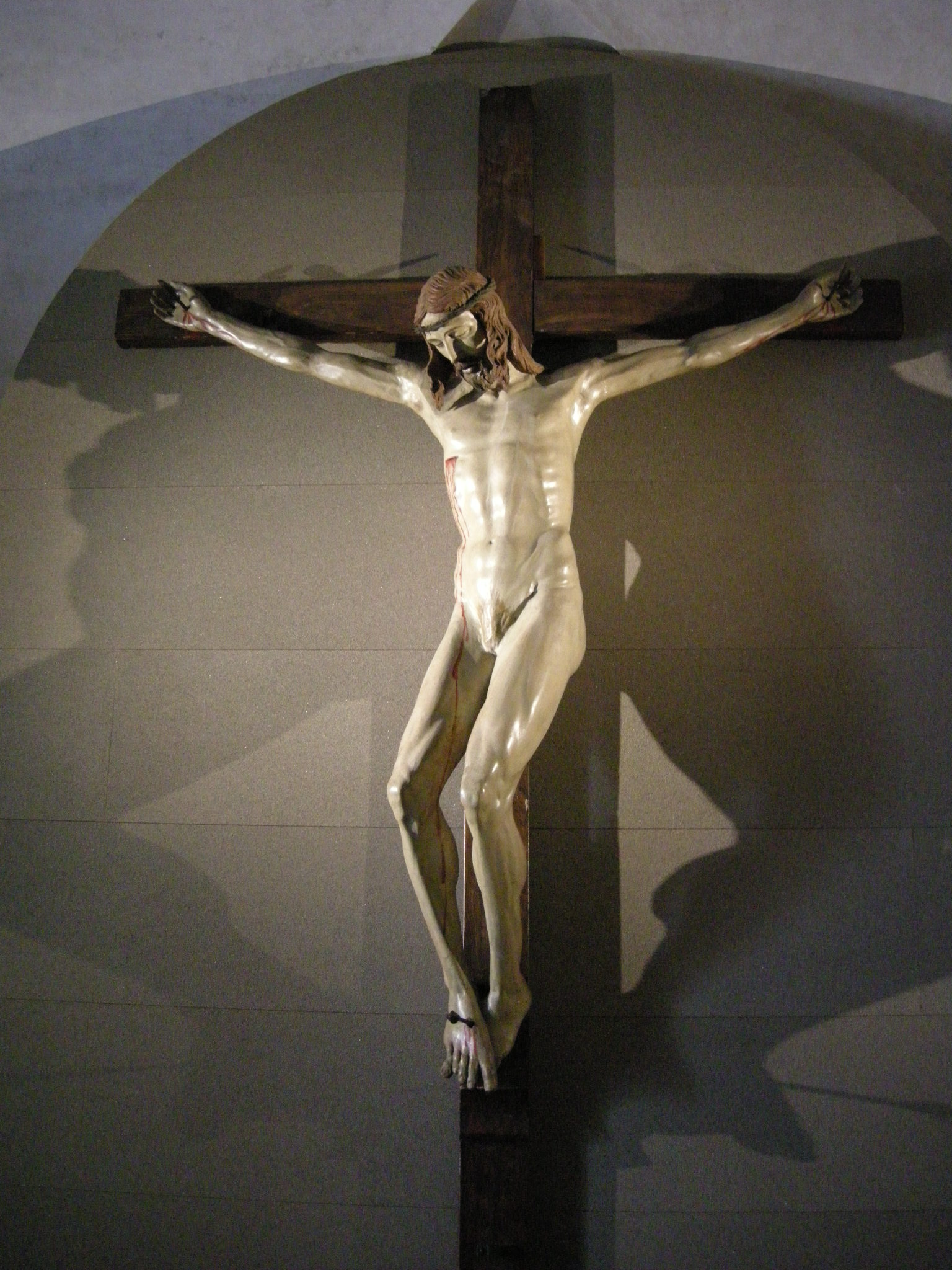
Il Crocifisso di Brunelleschi (fuori sede)

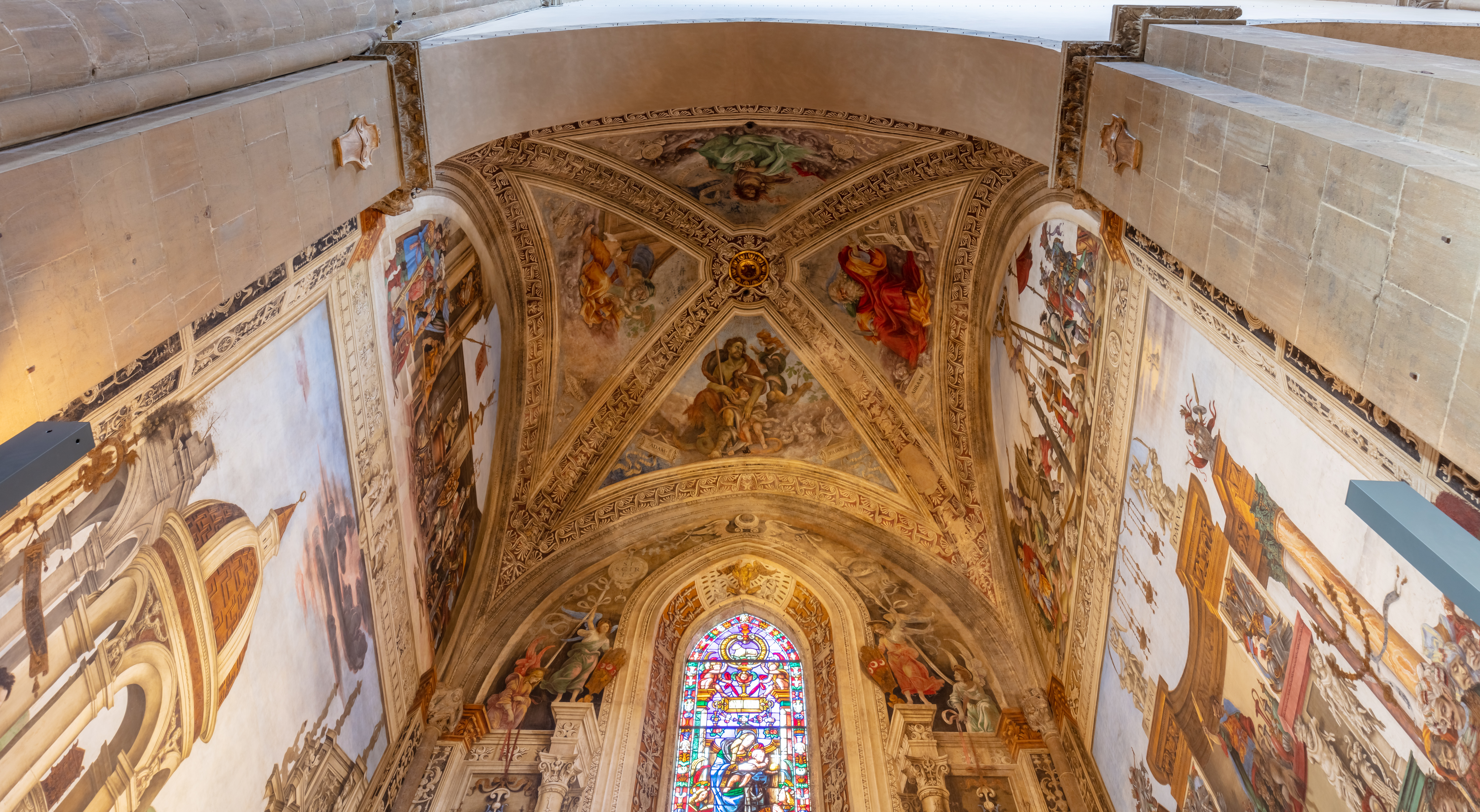
Soffitto della cappella di Filippo Strozzi

A sinistra della cappella maggiore si trova la Cappella Gondi, disegnata da Giuliano da Sangallo (1503), dove è conservato il Crocifisso di Filippo Brunelleschi, l'unica scultura lignea conosciuta del grande architetto fiorentino. Secondo una storia riportata dal Vasari, il Brunelleschi lo avrebbe scolpito in risposta al Crocifisso di Donatello conservato in Santa Croce e da lui definito primitivo. Le volte contengono serie di affreschi fra i più antichi della chiesa, del Trecento, attribuiti a maestranze greco-bizantine. La vetrata è recente e risale al secolo scorso.
Segue la Cappella Gaddi, di Giovanni Antonio Dosio (1575-1577), ammirata dai contemporanei come la prima cappella fiorentina incrostata a commesso di marmi e pietre dure. Vi si trovano dipinti e affreschi del Bronzino e del suo allievo Alessandro Allori, oltre a bassorilievi con Storie della Vergine di Giovanni Bandini.
In fondo al braccio sinistro del transetto, in posizione rialzata simmetricamente alla Cappella Rucellai, si trova la Cappella Strozzi di Mantova, per distinguerla da quella di Filippo Strozzi. Anche questa è coperta di affreschi pregevoli, che risalgono al 1350-1357|57, fra le migliori opere di Nardo di Cione (fratello di Andrea Orcagna), e rappresentano i regni dei cieli strutturati secondo la Divina Commedia di Dante: sulla parete di fondo il Giudizio Universale, dove si trova anche un ritratto di Dante, a destra l'Inferno e a sinistra il Paradiso. Sull'altare maggiore Il Redentore con Madonna e santi dell'Orcagna. Nardo di Cione preparò anche il cartone per la vetrata della cappella.
Sulla parete esterna della cappella si trova un orologio affrescato, dove si può leggere anche un distico di Agnolo Poliziano. Poco distante si apre a destra la cappella del Campanile, con resti di decorazioni ad affresco trecentesche, un'Incoronazione di Maria all'esterno e un San Cristoforo all'interno. Sulla parete sinistra del transetto, sopra le due porte, un elegante vano progettato da Fabrizio Boschi nel 1616 ospita un sepolcro Cavalcanti.

### Organi a canne

#### Organo maggiore
Nella prima metà del XIV secolo, vengono costruiti due piccoli organi positivi da fra' Simone de' Saltarelli per accompagnare il canto dei religiosi nel corso delle funzioni. Il primo grande organo a canne venne costruito nel 1457 da fra' Giovanni Tedesco sopra un'apposita cantoria situata nella penultima campata della navata laterale sinistra. Lo strumento viene sostituito nel 1532 un nuovo organo e una nuova cantoria al posto dei precedenti. Lo strumento, la cui cassa fu affidata a Baccio d'Agnolo, mentre la parte fonica fu affidata a fra' Bernardo d'Argenta, riutilizzava alcune canne dell'organo precedente ed era dell'ordine dei 12'. L'organo, rimasto quasi inalterato per più di due secoli, viene sensibilmente ampliato e modificato nel 1821 da Giosuè Agati e ricostruito da Michelangelo Paoli in occasione del Natale 1839. In previsione dei lavori di rifacimento della chiesa condotti da Gaetano Baccani, l'organo viene smontato nel 1855 e non viene reinstallato che nel 1868. La sua cassa, tuttavia, fu venduta a Napoleone III di Francia, che la donò alla chiesa dei Santi Pietro e Paolo di Rueil-Malmaison, mentre la cantoria originaria, acquisita da Alberto di Sassonia-Coburgo-Gotha, è attualmente esposta presso il Victoria and Albert Museum di Londra. Lo strumento odierno è frutto di un rifacimento operato nel 1920 da Daniele Paoli ed è alloggiato all'interno di un complesso architettonico neogotico. Esso è a trasmissione pneumatica ed ha due tastiere di 61 note ciascuna ed una pedaliera di 30, e non è funzionante.

#### Organo della cappella della Pura
Nella cappella della Pura si trova un organo positivo processionale costruito nel 1772 da Luigi Tronci. A trasmissione meccanica, ha un'unica tastiera di 45 note con prima ottava scavezza e una pedaliera scavezza di 9 costantemente unita al manuale e priva di registri propri.

### La sagrestia

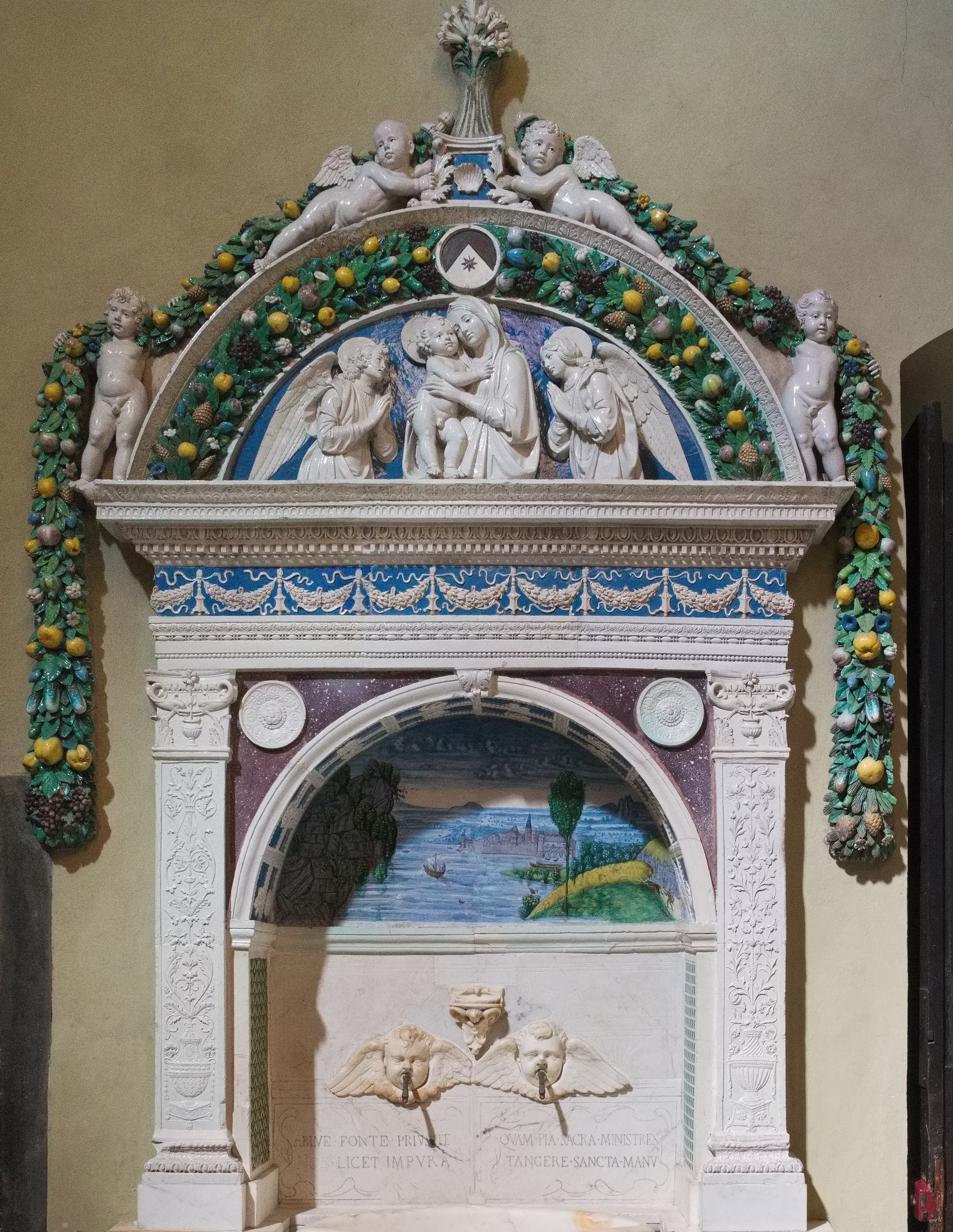
Giovanni della Robbia, lavabo, 1498-99

La Sagrestia si apre nella parete sinistra del transetto sinistro e inizialmente fu costruita verso il 1380 come Cappella dell'Annunciazione in onore di Mainardo Cavalcanti. Venne ristrutturata in larga parte dal Cinquecento al Settecento. Risale all'impianto più antico la struttura gotica con le volte a crociera (anche se la loro decorazione risale in larga parte a rifacimenti ottocenteschi) e le vetrate nella trifora eseguite da Leonardo di Simone su disegno di Niccolò di Pietro Gerini (1386-1390).
Il lavabo in marmo e terracotta invetriata posto in controfacciata a sinistra è un'opera di Giovanni della Robbia del 1498-1499, mentre quello posto simmetricamente a destra, in marmi policromi, è opera dell'artista della scuola del Foggini, Gioacchino Fortini. Gli armadi con sportelli nella parete di fondo furono disegnati da Bernardo Buontalenti e realizzati da Maestro Lessandro di Luca Bracci da Pelago nel 1582-1584, con le tele seicentesche di Gabriele, l'Annunziata e i Santi Domenico e Tommaso d'Aquino. In controfacciata, sopra l'entrata troviamo un Crocifisso ligneo, opera di Maso di Bartolomeo (1425-1450).

## Gli avelli e il cimitero

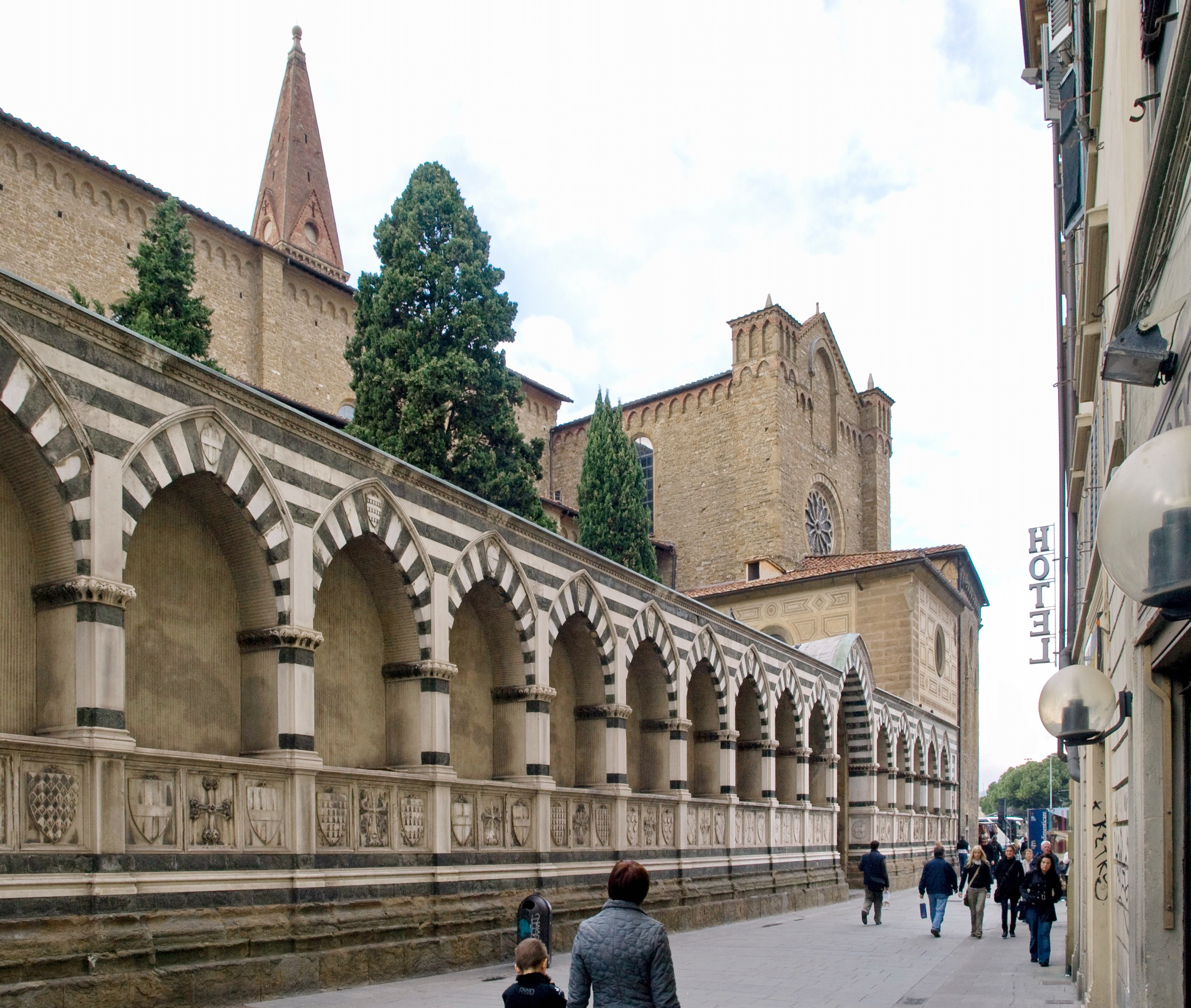
Via degli Avelli
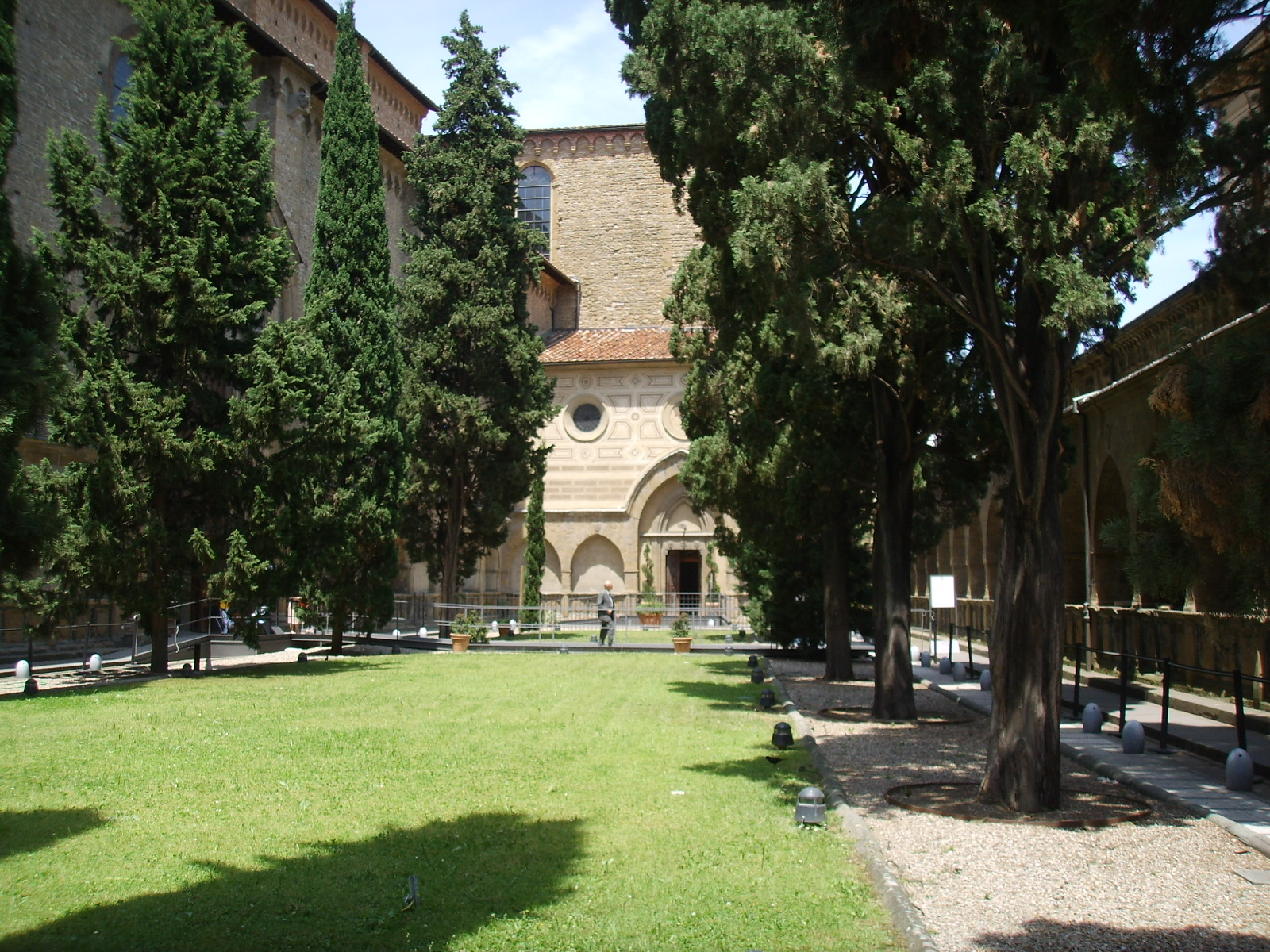
Il cimitero
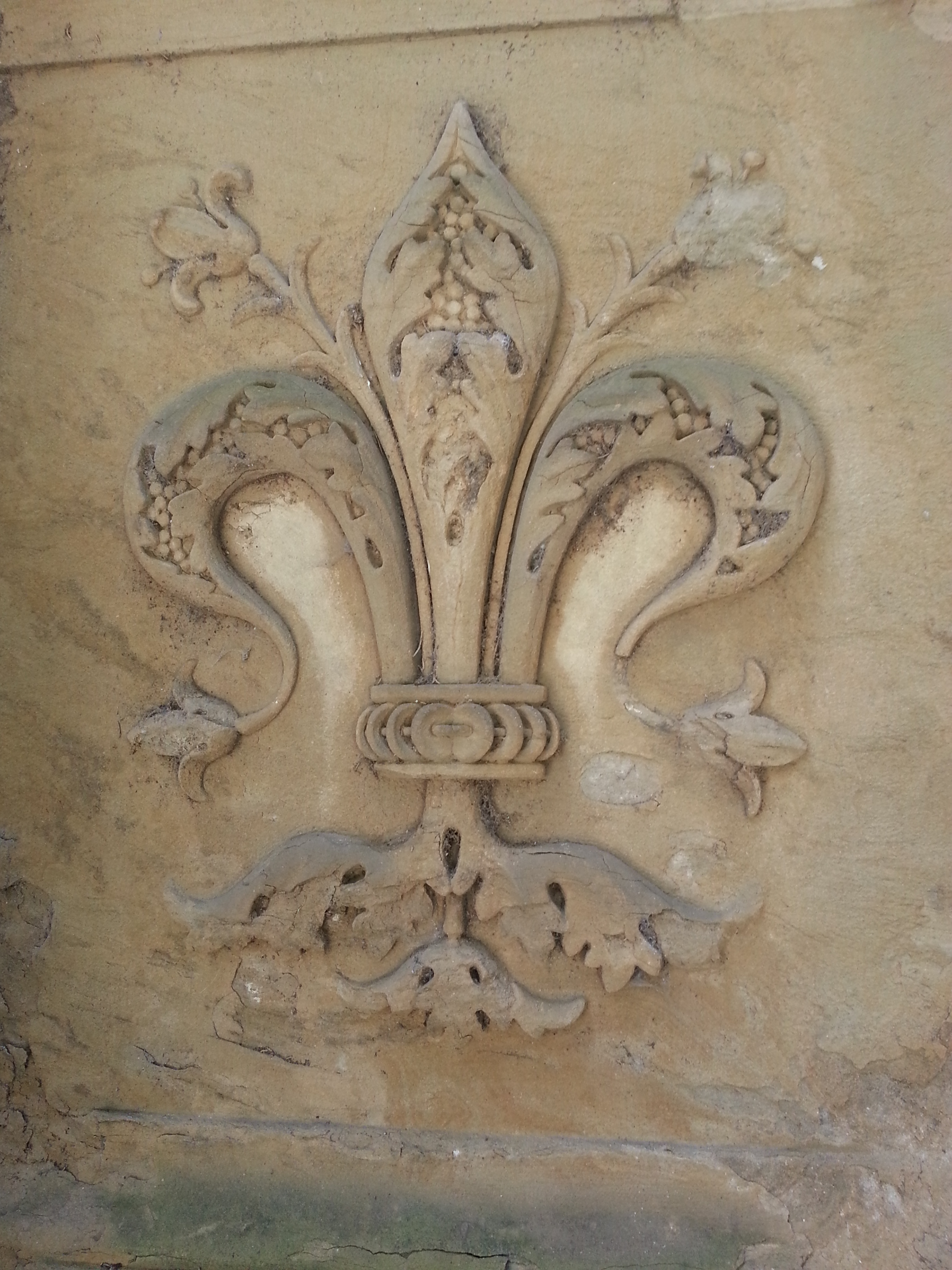
Giglio fiorentino all'interno del cimitero della basilica di Santa Maria Novella

Gli avelli sono delle nicchie ad arcosolio usate come arche sepolcrali, che si trovano sia nella fascia inferiore della facciata, sia, in proseguimento, nel recinto del piccolo cimitero sulla destra, lungo la via che da essi prende il nome, via degli Avelli.
In uno di questi avelli Giovanni Boccaccio ambientò una novella del Decameron (VIII 9). Nel terzo avello lungo la parete destra della chiesa, partendo dalla facciata, venne sepolto il celebre pittore Domenico Ghirlandaio, e sotto l'arco una volta era dipinto il suo ritratto al naturale. Anche gli altri vani degli archi spesso ospitavano pitture, spesso di figure di santi, ma queste decorazioni sono andate quasi tutte perdute. Alla base degli avelli si distinguono i blasoni di alcune delle più importanti famiglie cittadine con al centro la croce del "popolo" di Firenze, scolpiti in scudi di grandezza uguale in coppia per ogni avello, con una piccola replica nella chiave di volta dell'arco a sesto acuto. Tra le famiglie qui rappresentate si riconoscono i Medici, gli Alberti, i Corsini, gli Acciaiuoli, i Gondi, i Panciatichi, ecc.
Gli avelli erano veri e propri luoghi di sepoltura, per cui, non essendo interrati, a volte dalle fessure delle tombe si sprigionavano afrori, per i quali la via degli Avelli era malamente nota: esiste il detto toscano che dice "puzzare come un avello". La strada originariamente era molto stretta e solo con le opere di Risanamento nel 1867 assunse il tracciato odierno, lastronato e pedonalizzato poi negli anni novanta del XX secolo.
Il piccolo cimitero, con i cipressi che sono stati piantati solo nell'Ottocento, si apre a destra della basilica, in un terreno usato come luogo di sepoltura fino alla fine del XIX secolo (a entrata libera). Nel recinto interno si ritrova il motivo degli avelli con stemmi scolpiti, anche se qui le lastre usate sono in pietraforte e in condizioni meno buone che nelle arche all'esterno.

### La Cappella della Pura
Alla Cappella Della Pura oggi si accede da questo piccolo recinto, e viene usato come luogo unicamente destinato al culto quando la basilica è aperta alle visite turistiche. La cappella risale al 1474, quando venne fatta ricostruire dai Ricasoli per custodire un'immagine ritenuta miracolosa, la Madonna col Bambino e santa Caterina, opera trecentesca un tempo affrescata nell'avello dei Della Luna. Da allora si trova nella cappella entro un elegante tempietto marmoreo. L'aspetto odierno della cappella oggi è però neoclassico, dopo la ristrutturazione ottocentesca di Gaetano Baccani, che mantenne in parte le colonne originarie del periodo rinascimentale, aggiungendone altre simmetricamente e alcune lesene in stucco, che crearono all'interno due tribune alle due estremità.
Sull'altare il crocifisso ligneo è lo stesso venerato dalla beata Villana, ed è composto dalla croce in cedro del Libano, con quadrilobi dipinti con scene della Vita di Cristo: questa parte più antica è stata restaurata nel 1980 e si è rivelata un prezioso manufatto inglese del XIII secolo. Il Cristo ligneo scolpito invece è più tardo e secondo alcune fonti fu opera di un fiorentino influenzato dall'arte renana verso il 1320-1340.

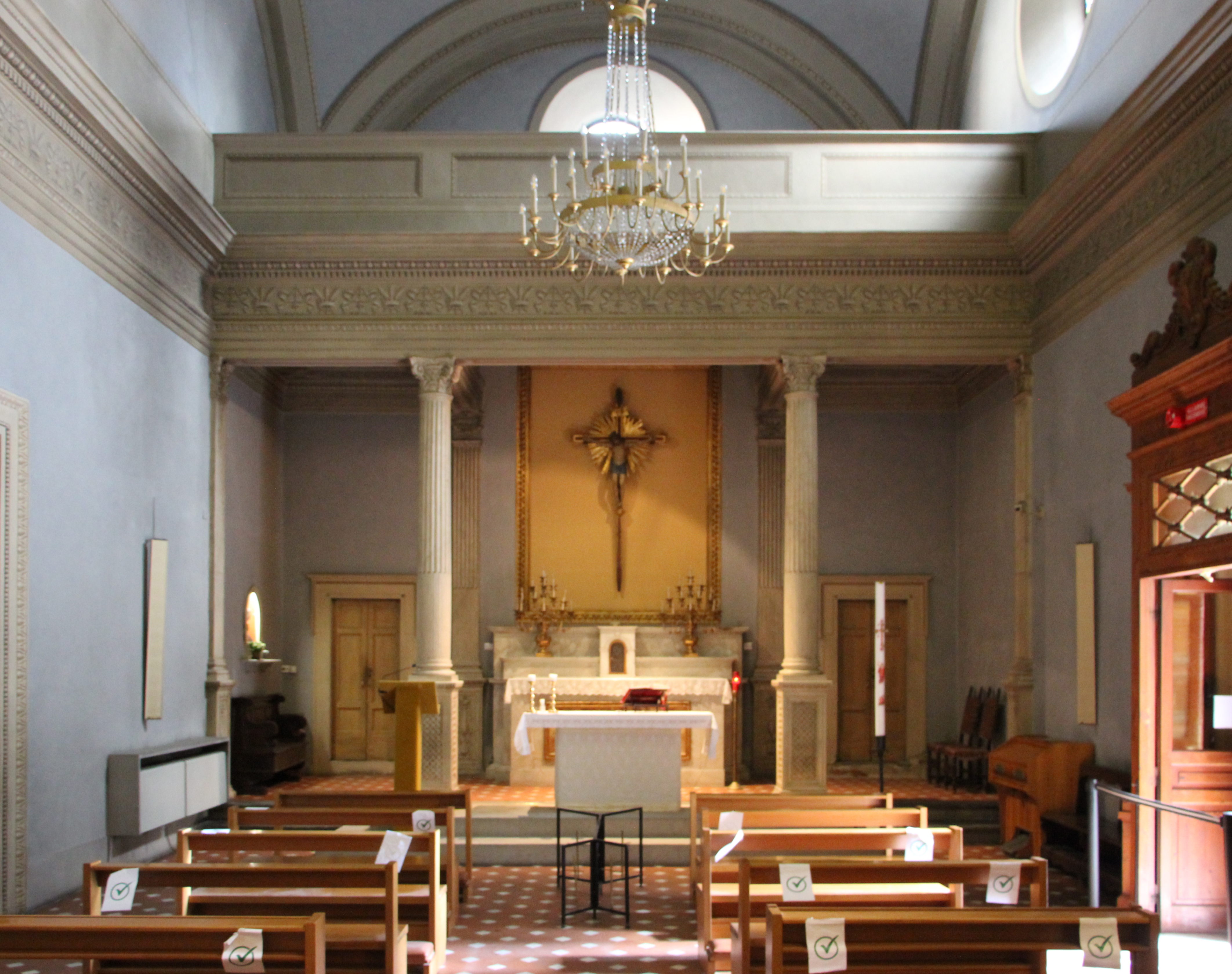
La cappella Della Pura
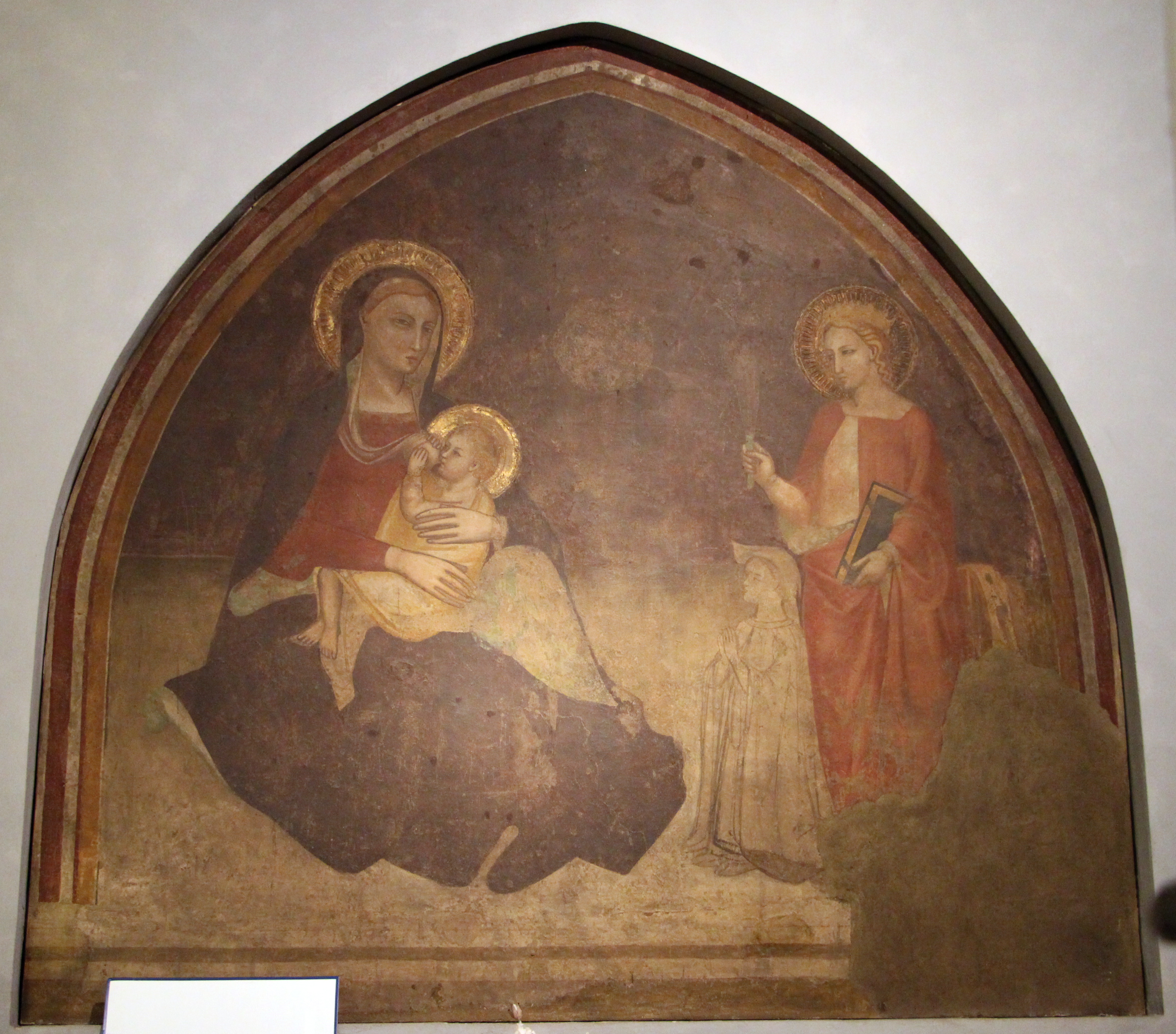
La lunetta trecentesca nella Cappella Della Pura

## Il campanile
Il campanile si vede bene da piazza della Stazione. Fu eretto tra il 1332 e il 1333 da Jacopo Talenti, usando però le fondazioni più antiche, della metà del XIII secolo. Lo stile è tipicamente romanico, con trifore a tutto sesto ed archetti pensili, anche se la ripidissima copertura cuspidata è un elemento gotico. Raggiunge un'altezza di oltre 68 metri. Al suo interno ospita 5 campane fuse nel 1764 dal fonditore fiorentino Alessandro Tognozzi Moreni (ad eccezione della piccola che è opera del fonditore pistoiese Rafanelli).

## Il convento
Annessi alla chiesa si trovano gli edifici del convento, con tre chiostri monumentali. Chiostro Verde, Cappellone degli Spagnoli e refettorio oggi fanno parte del Museo di Santa Maria Novella. Nella cappella interna del convento, si trova l'interessante tavola delle Effigie domenicane, opera di un maestro anonimo della prima metà del XIV secolo.

### Il Chiostro Verde
Il chiostro verde costruito dopo il 1350 da fra' Jacopo Talenti con gli affreschi di Paolo Uccello "a terra verde", da cui il nome del chiostro, nella prima metà del XV secolo: su tre pareti affreschi con "Storie della Genesi" di Paolo Uccello e la sua cerchia (lato orientale, di particolare pregio artistico le scene del Diluvio universale e dell'Ebbrezza di Noè, con un uso innaturale della prospettiva e del colore) e altri artisti (Storie di Abramo sul lato meridionale e Storie di Giacobbe sul lato occidentale, del 1440-1450); restaurato nel 1859, fu danneggiato e parzialmente restaurato dopo l'alluvione del 1966.

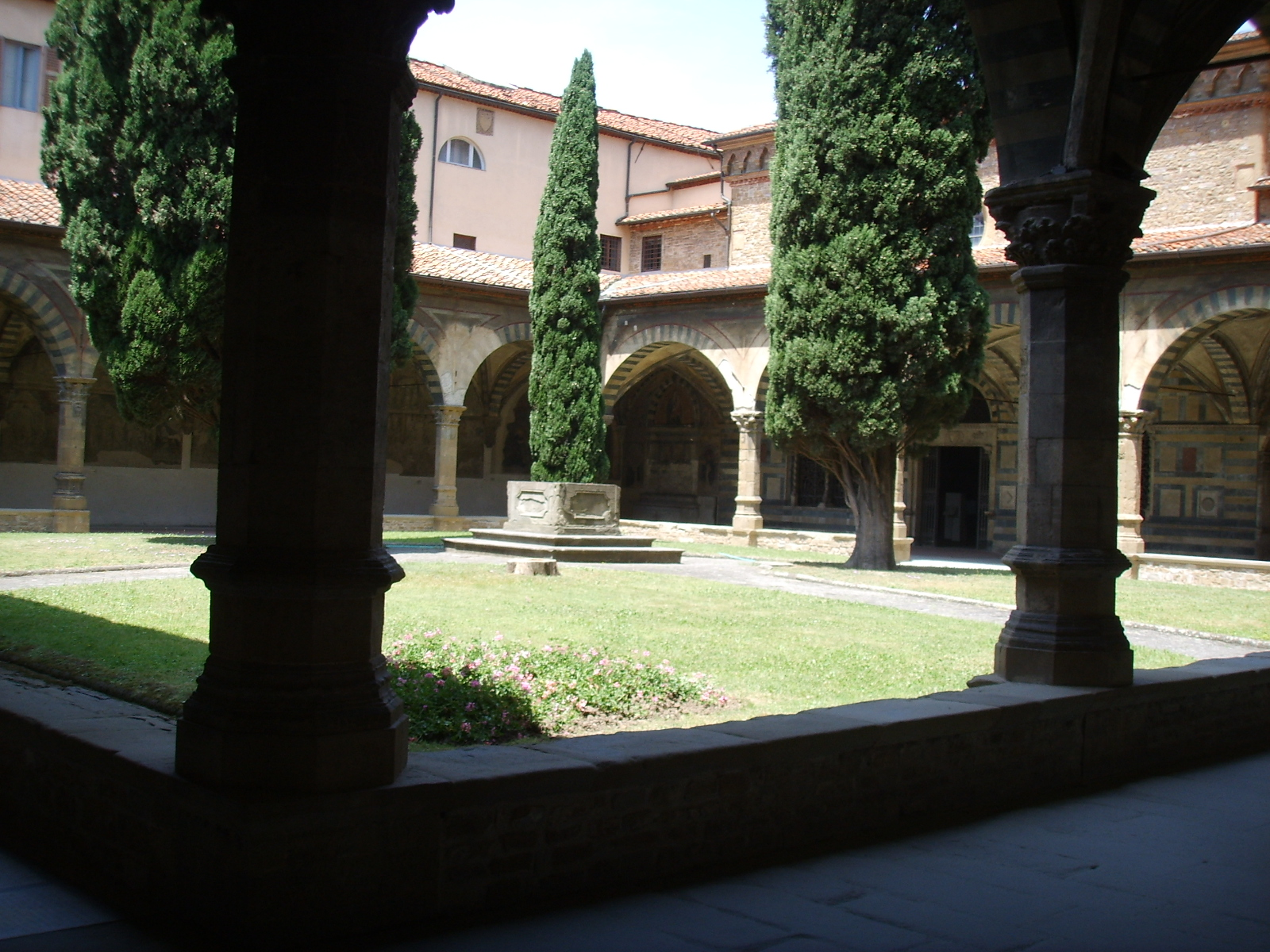
Il Chiostro Verde
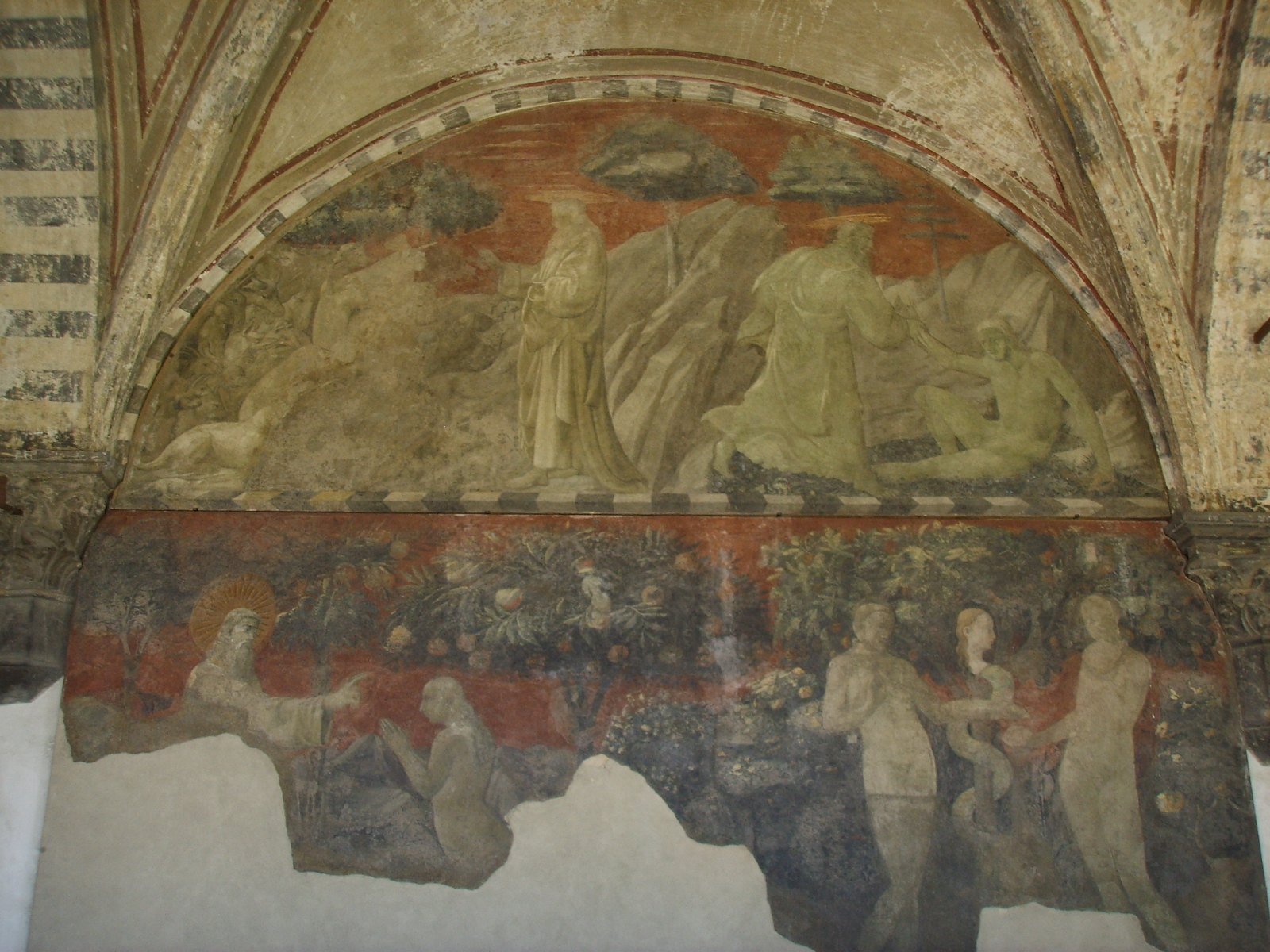
Storie della Genesi, Paolo Uccello
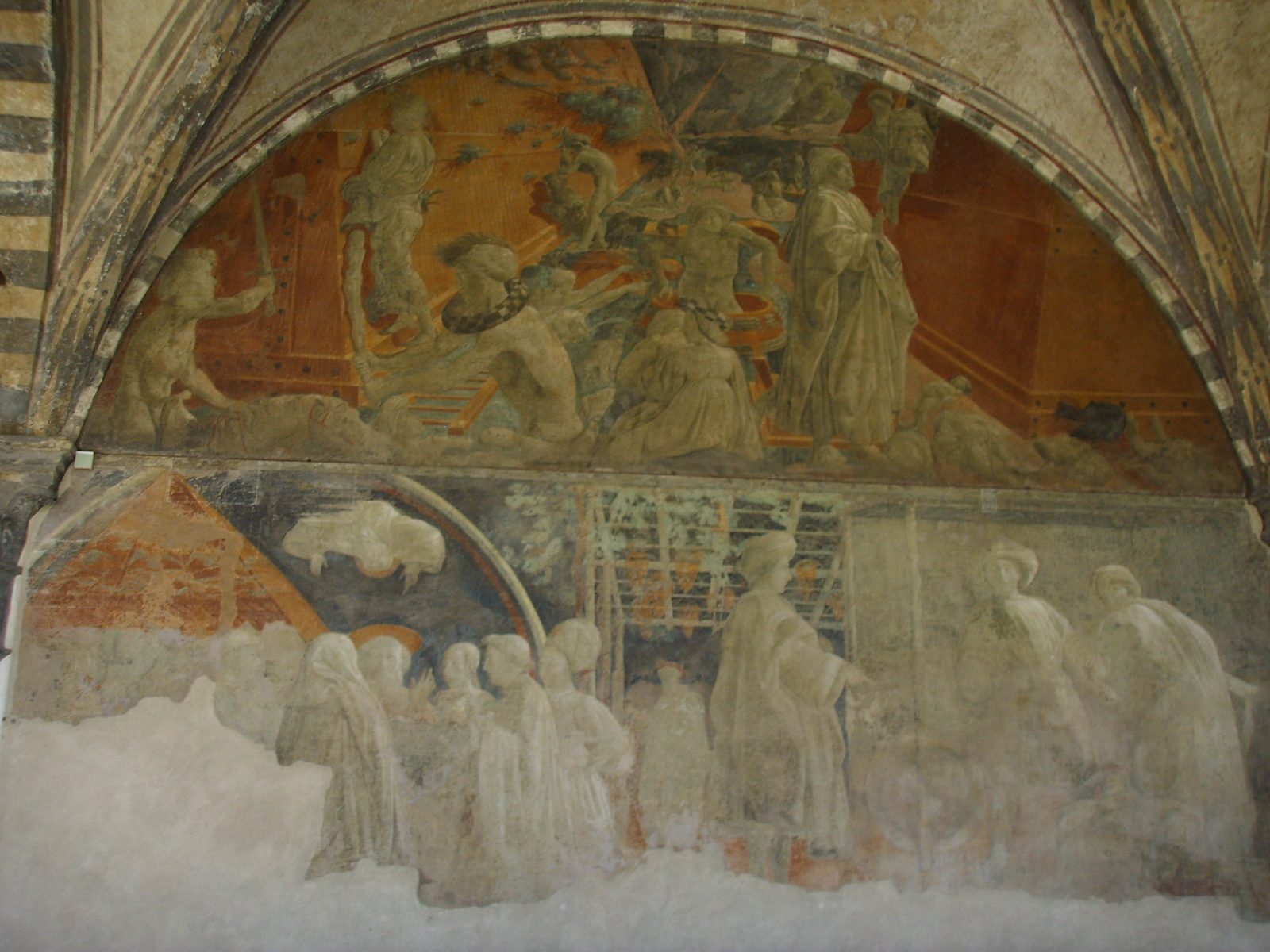
Il diluvio Universale, Paolo Uccello
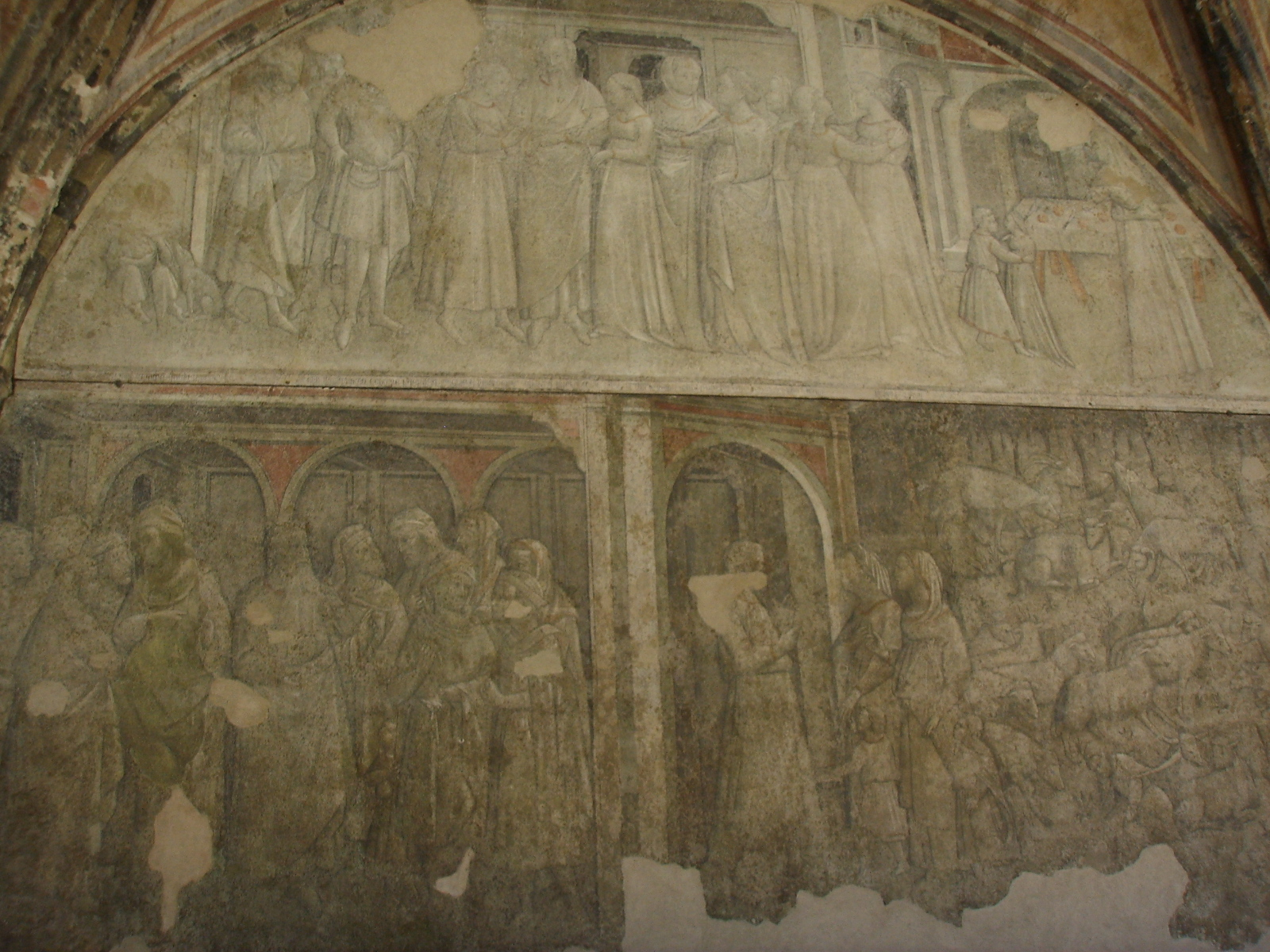
Gli altri affreschi del Chiostro verde, in stile gotico

### Il Cappellone degli Spagnoli
Sul lato settentrionale del Chiostro verde si apre la Sala capitolare o cappellone degli Spagnoli, sempre di fra' Talenti (1343-1345), interamente affrescato da Andrea Bonaiuti intorno al 1367-1369; il ciclo, in ottimo stato di conservazione grazie a una capillare opera di restauro, raffigura in varie scene il ruolo dei domenicani nella lotta all'eresia. In particolare sono presenti alcune scene, simili iconograficamente a pitture di tema venatorio, con dei cani da caccia che rappresentano i confratelli dell'ordine detti anche domini canes. Nel 1566 il granduca Cosimo I destinò la sala alle funzioni religiose degli spagnoli, da cui il nome, al seguito della moglie Eleonora di Toledo.

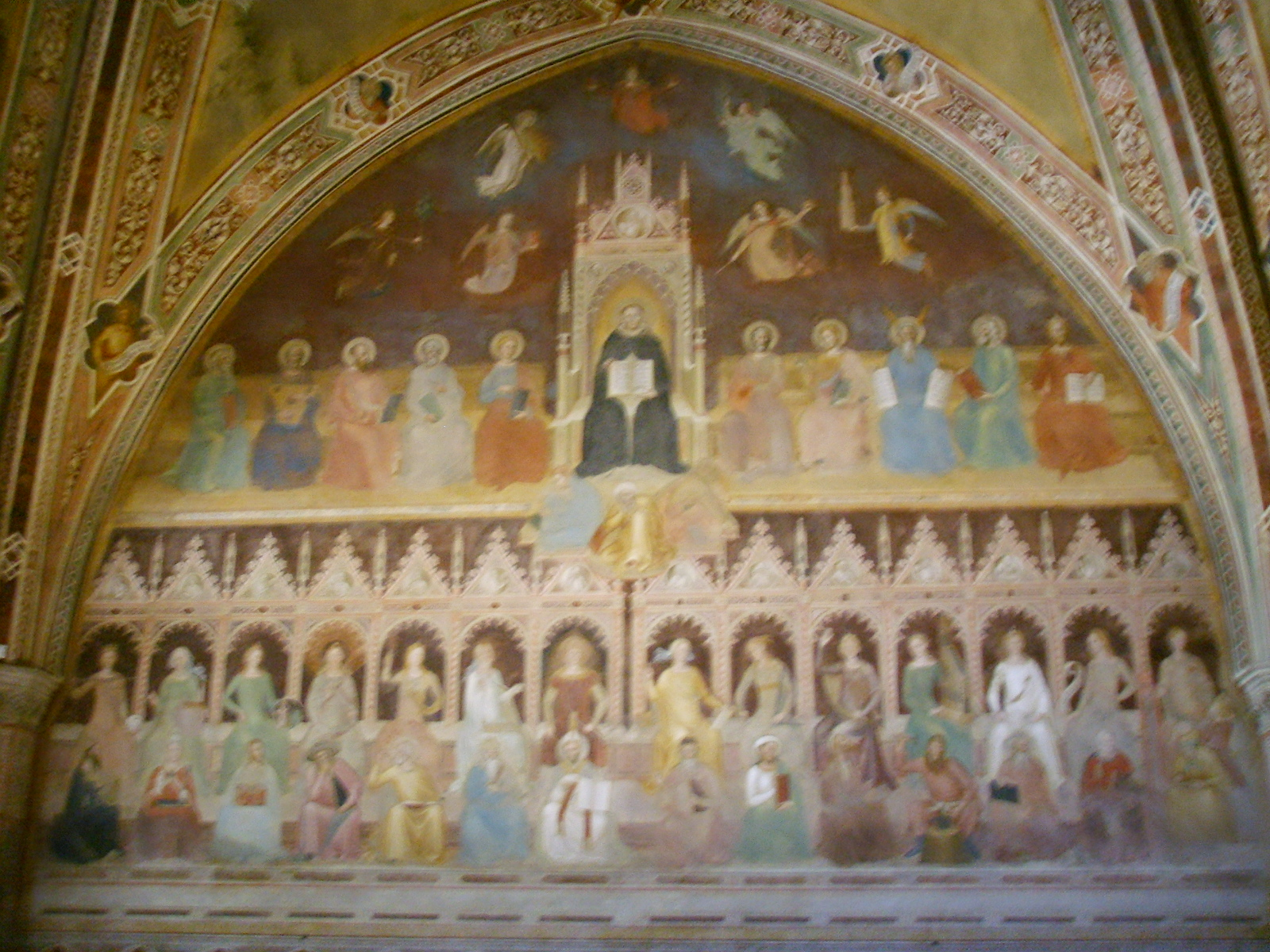
Gli affreschi del Cappellone degli Spagnoli
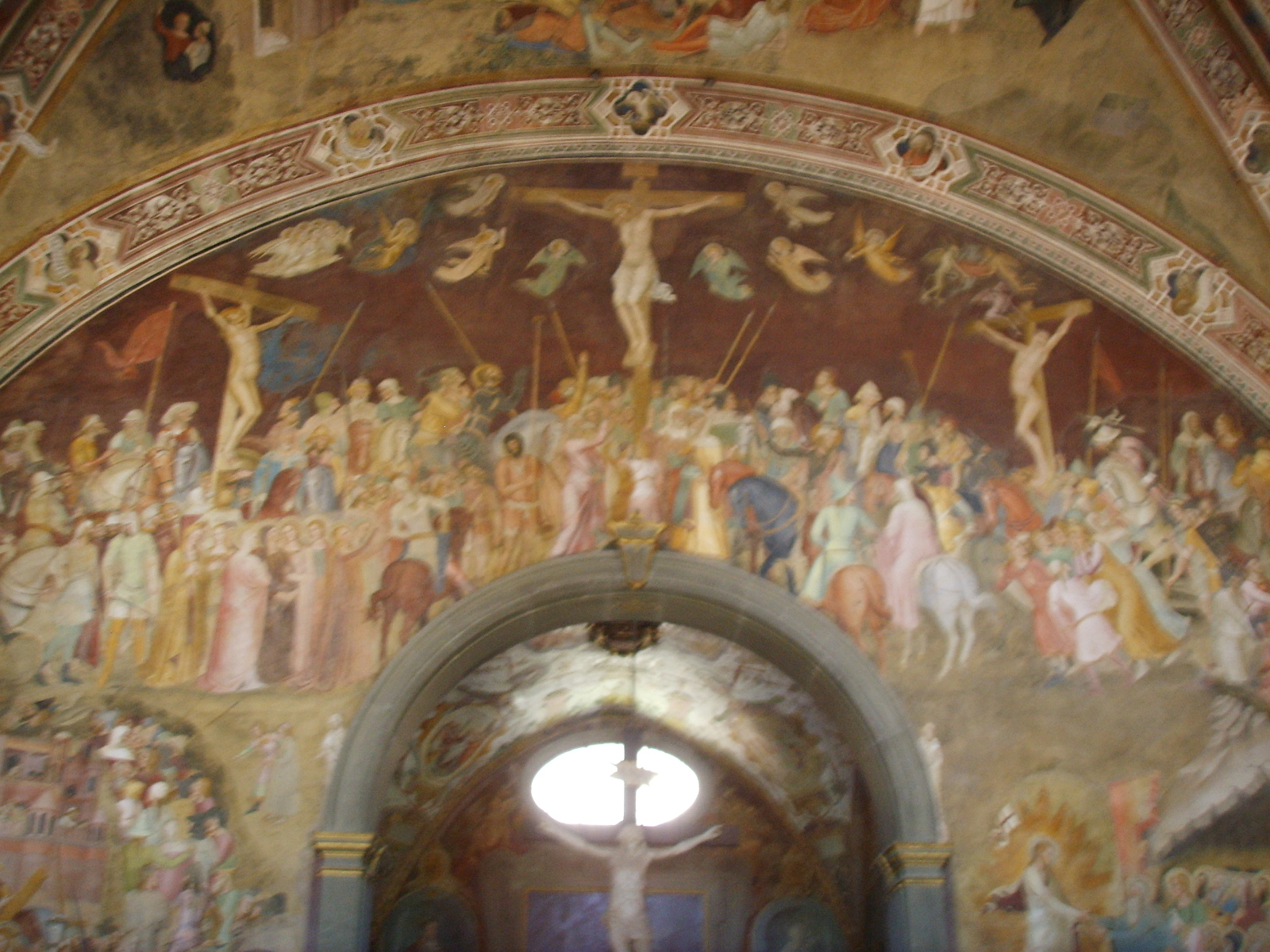
Crocefissione, Cappellone degli Spagnoli
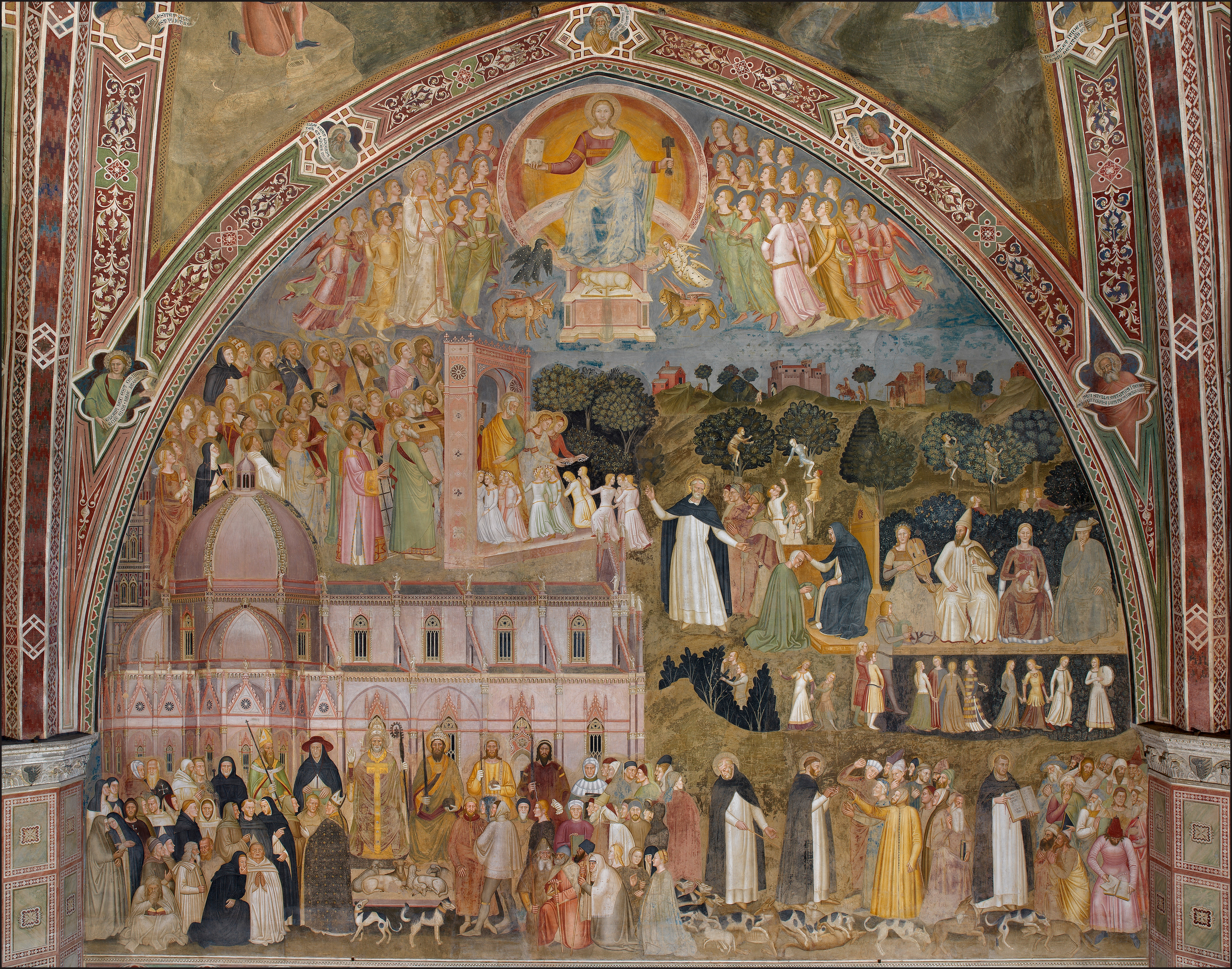
Gli affreschi del Cappellone degli Spagnoli
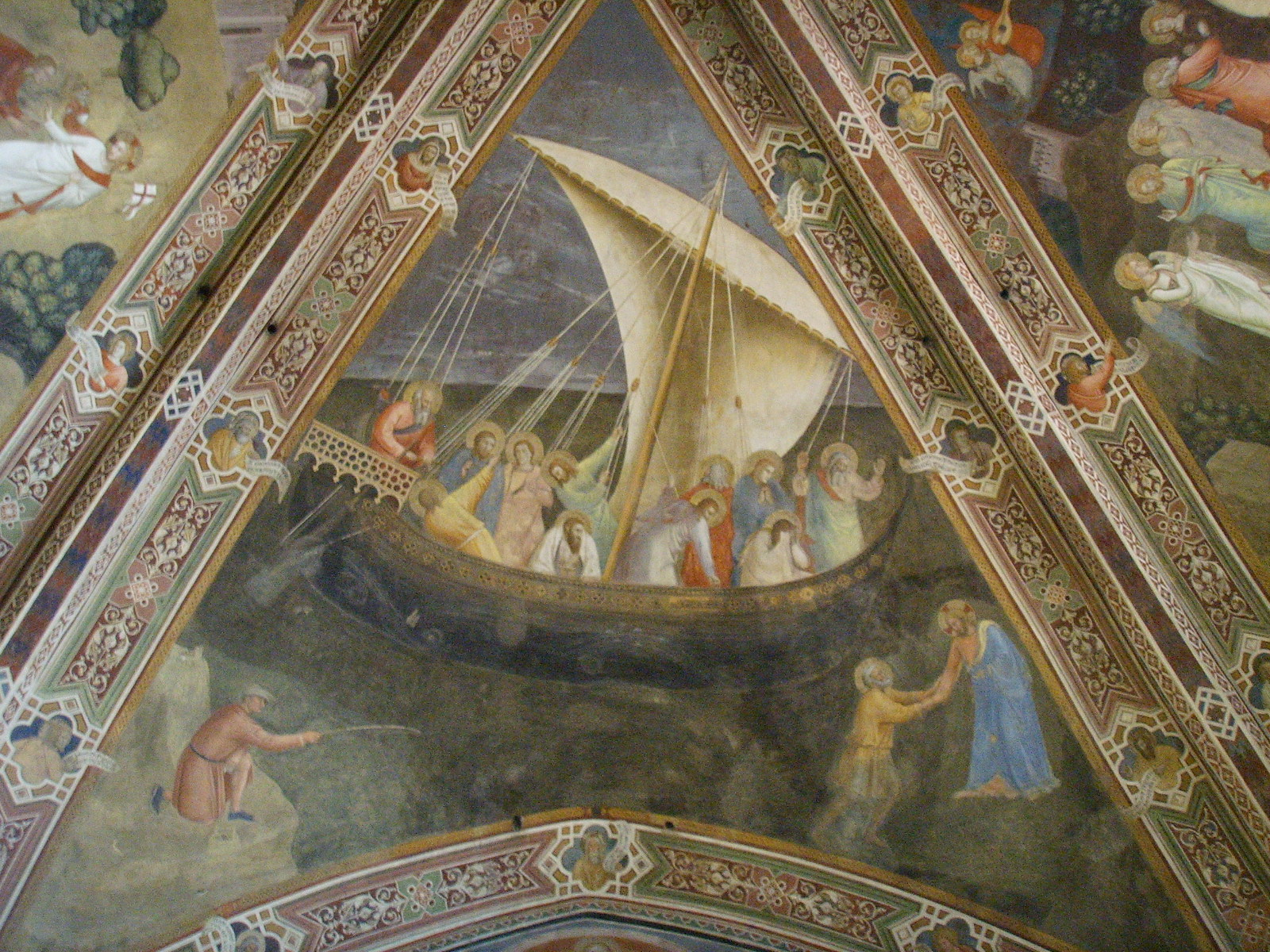
Lunetta del Cappellone degli Spagnoli

### Il refettorio

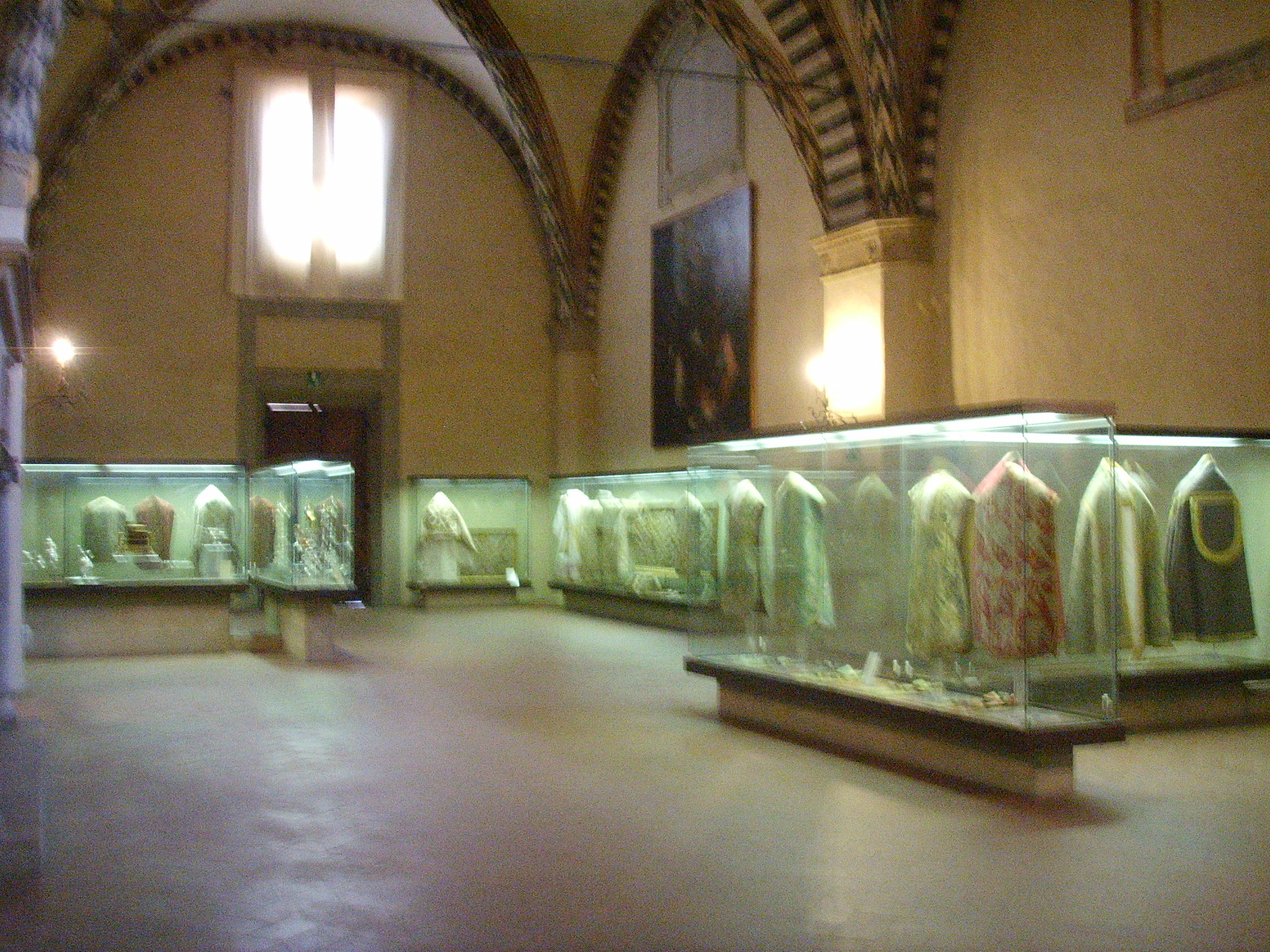
Veduta del refettorio

Dal Chiostro Verde si accede a un andito, che viene detto delle quattro porte, perché presenta una porta per lato: oltre alla porta verso il Chiostro Verde, ne ha una per il chiostro Grande, una per i piani superiori in fondo a una scaletta e una per l'antirefettorio.
Il vano dell'antirefettorio è pressoché a pianta quadrata e presenta un'architettura trecentesca. Vi sono conservati varie opere d'arte: una sinopia degli affreschi di Paolo Uccello, 35 figure di Profeti della bottega dell'Orcagna, inseriti un tempo lungo i pilastri della Cappella Tornabuoni, il polittico di Bernardo Daddi, già nel Cappellone degli Spagnoli, e vari oggetti preziosi contenuti in vetrine, quali busti reliquiari di scuole senese del Trecento (tra i quali quello di Sant'Orsola e di una delle sue compagne vergini) e il Paliotto dell'Assunta, un prezioso tessuto ricamato in velluto broccato su fondo di teletta d'oro, con quattordici Storie della Vergine, realizzate su disegno forse di Paolo Schiavo (1446-1466).
L'ambiente successivo è il refettorio vero e proprio, costruito con quattro campate di volte a crociera costolonate da Jacopo Talenti verso il 1353. Curiosa è la presenza dell'affresco della Madonna in Trono e Santi domenicani di un allievo di Agnolo Gaddi circondata da una rutilante teoria di personaggi in inequivocabile stile manierista (Miracoli dell'Esodo), opera di Alessandro Allori del 1597. In realtà l'Allori aveva dipinto l'affresco come cornice ad una sua tavola con l'Ultima Cena (1584), esposta sulla parete vicina, che aveva coperto l'affresco trecentesco preservandolo. Altre opere qui conservate sono le due tele con i Miracoli di San Domenico di Ranieri Del Pace del 1716 e, nelle vetrine, paramenti sacri, abiti liturgici, oreficerie sacre e reliquiari, tra i quali spiccano i busti delle Sante Anastasia e Maddalena, della bottega del lucchese Matteo Civitali. Importante è il parato di San Domenico (1859-1860), esposto qui in una piccola parte, un'enorme quantità di tessuto bianco ricamato usato per coprire le pareti interne della chiesa per la festa del santo, l'8 agosto.

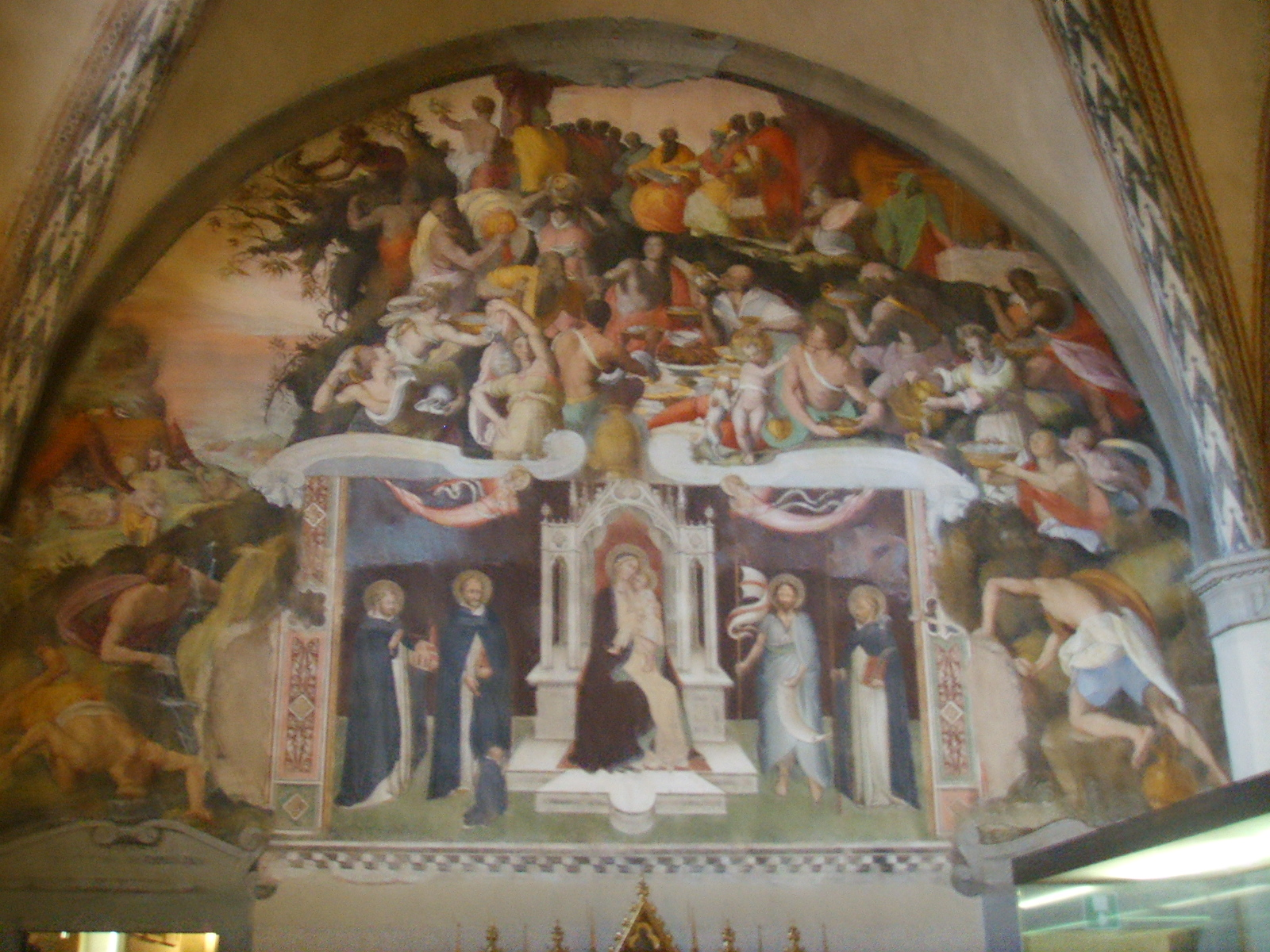
L'affresco di allievo di Agnolo Gaddi, scoperto sotto la tela di Alessandro Allori
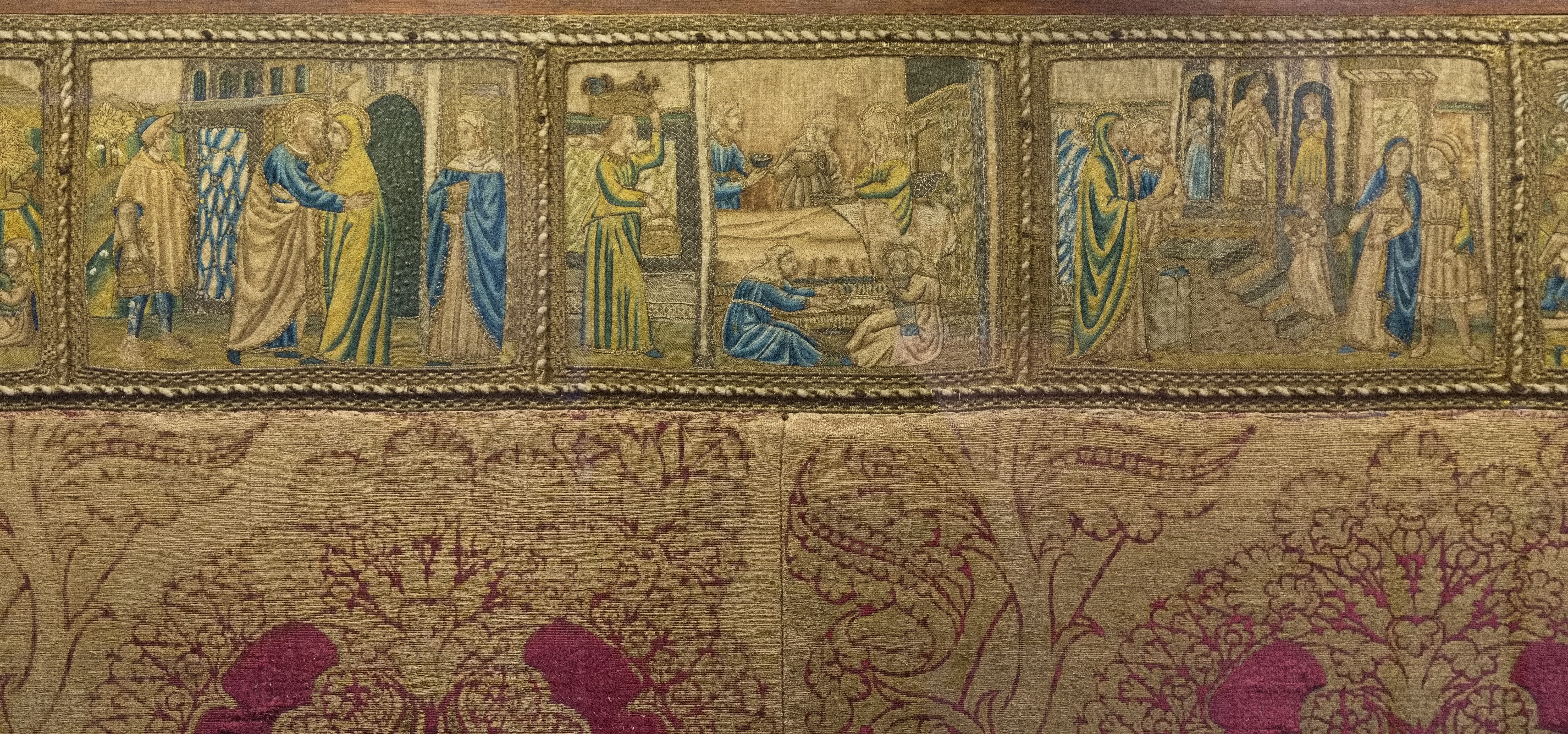
Il dossale Quattrocentesco, con disegni in prospettiva di Paolo Schiavo
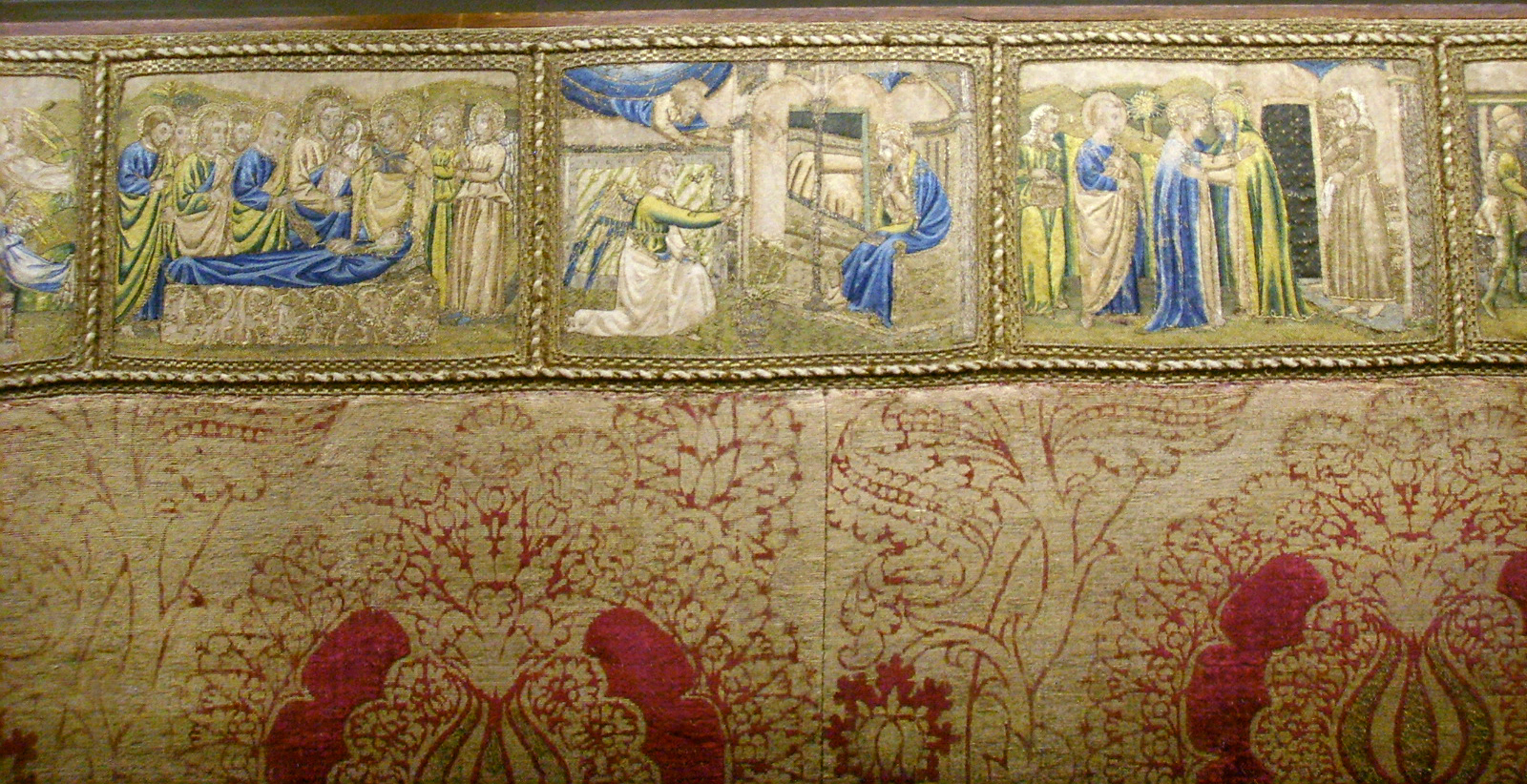
Dossale

### Il Chiostro dei Morti

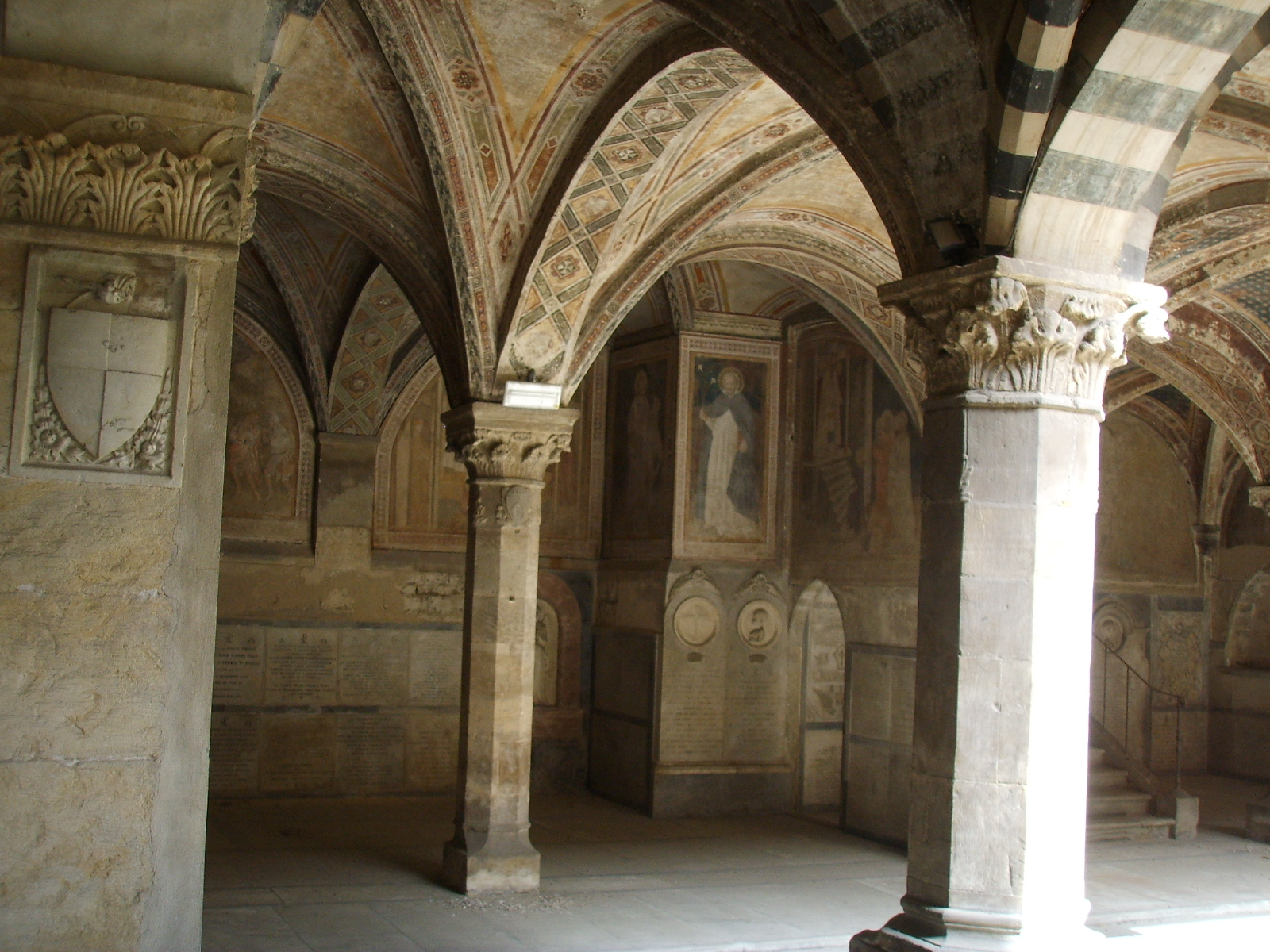
Il Chiostro dei Morti

Il Chiostro dei Morti, ex cimitero già costruito intorno al 1270 dai Domenicani, riutilizzando probabilmente un precedente chiostro dei canonici che sappiamo esistente nel 1179, fu rimaneggiato alle attuali dimensioni nel 1337-1350. Chiuso al pubblico per molti anni, è tornato visitabile dal 2012. Presenta su due lati arcate con volte a crociera ribassate su pilastri ottagonali (tipicamente trecenteschi) con soprastante ballatoio, sorretto da mensole molto aggettanti, che porta dall'antico dormitorio alla sacrestia della chiesa. Una parte dei locali dell'ex dormitorio dei frati oggi ospita la Biblioteca Domenicana di Santa Maria Novella Jacopo Passavanti, regolarmente aperta agli studiosi, ricca di oltre 40000 volumi (fra incunaboli, cinquecentine, edizioni antiche e moderne, riviste) e sede attuale della rivista scientifica Memorie Domenicane fondata dai padri domenicani nel 1884 con il nome Il Rosario. Quattro finestre dei locali della biblioteca si affacciano sul chiostro.
Vi si apre la cappella funeraria degli Strozzi con due pareti affrescate con la Natività e la Crocefissione, affreschi attribuiti ad Andrea Orcagna o alla sua scuola; una terza parete presentava l'Annunciazione, ma venne abbattuta alla fine dell'Ottocento. Questi affreschi, come quasi tutti quelli nella chiesa e nel convento, vennero staccati e restaurati negli anni cinquanta e una seconda volta negli anni sessanta, in seguito ai danni causati dall'alluvione di Firenze (1966).

### Il Chiostro Grande

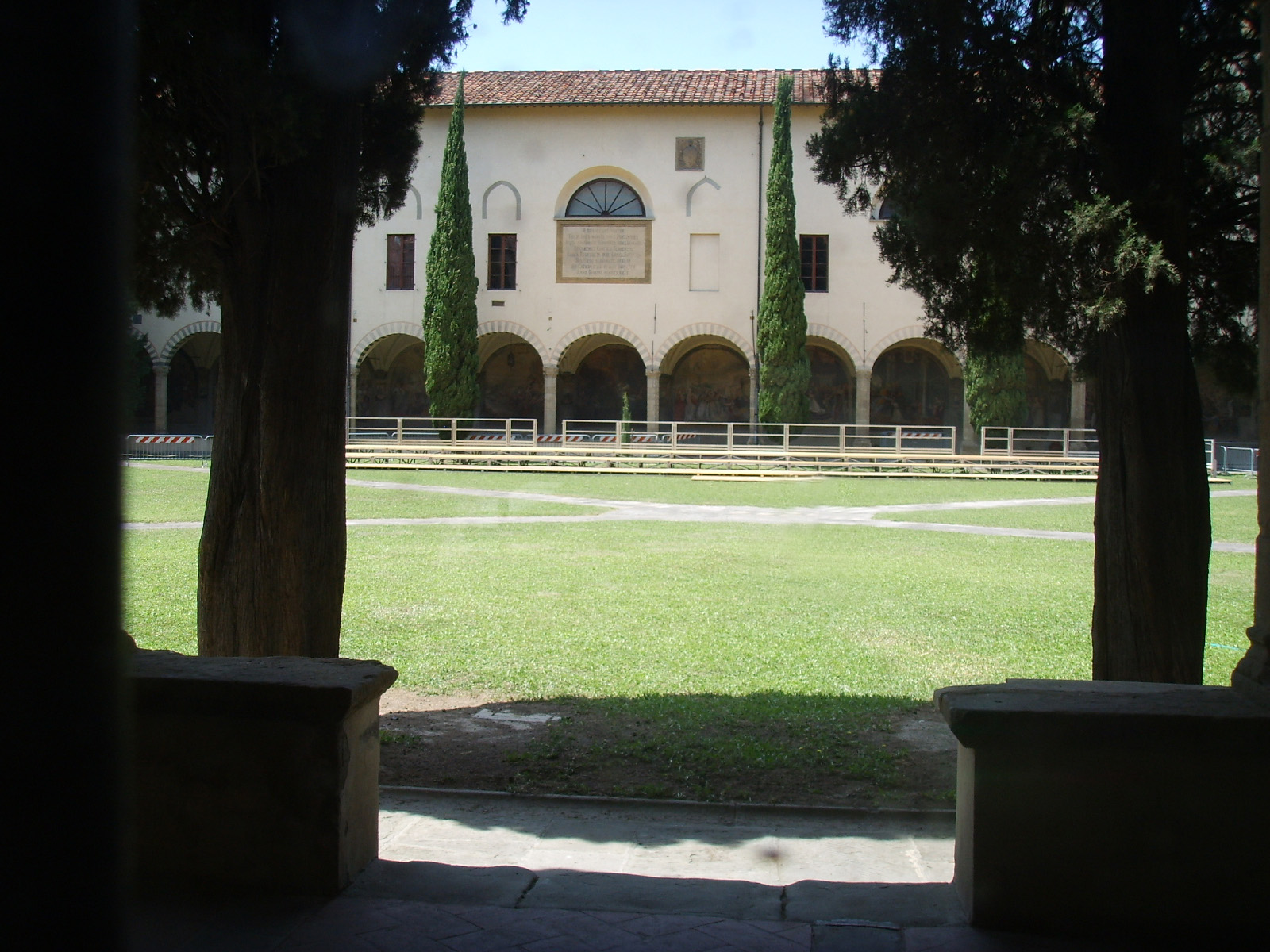
Il chiostro grande

Il Chiostro grande, il più ampio della città, rimaneggiato negli anni 1562-1592 dall'architetto Giulio Parigi su committenza di Eleonora da Toledo, fu affrescato da artisti fiorentini del XVI e XVII secolo (il Poccetti, Santi di Tito, il Cigoli, Alessandro Allori, ecc.) con Storie di Cristo e di santi domenicani; faceva parte dal 1920 della Scuola Marescialli e Brigadieri dei Carabinieri, quindi essendo una zona militare non era aperta al pubblico. Dal 2012 è stato reso accessibile al pubblico ed è entrato a far parte del complesso museale di Santa Maria Novella. Vi si aprono l'antica biblioteca, gli ex-appartamenti papali, dei quali resta solo la cappella dei Papi, e il maestoso ex-dormitorio, con tre lunghe navate sorrette da pilastri monolitici.

### La Cappella dei Papi
Al primo piano del chiostro grande esistevano gli appartamenti usati dai pontefici in visita a Firenze. Vi risiedettero per esempio Eugenio IV durante il Concilio di Firenze, oppure Leone X. Proprio su impulso di quest'ultimo fu realizzato l'unico ambiente superstite del complesso papale, la Cappella dei Papi, affrescata da Ridolfo del Ghirlandaio (Assunzione della Vergine) e dal giovane Pontormo (1515), il quale realizzò una eloquente figura della Veronica che solleva il drappo con il volto di Cristo, con una composizione ed un uso del colore che già sono tipicamente manieristi. Inoltre il soffitto è dipinto con originalissimi motivi a grottesche su sfondo scuro, con nove quadri dove sono ritratti angeli, altre figure e blasoni medicei.

### Altri ambienti
Dal lato sud del chiostro si entrava nell'antica Officina di profumeria e farmaceutica detta Farmacia di Santa Maria Novella, che ancora oggi esiste ma alla quale si accede ora da via della Scala. È la più antica farmacia d'Europa, aperta ininterrottamente sin dal Seicento.
Dallo stesso chiostro si accede anche alla Palestra Ginnastica Fiorentina Libertas, sodalizio fondato nel 1877, che dal 1880 trovò spazio per i suoi ginnasti nell'ex refettorio del convento. La sua prima sede era stata l'ex complesso di San Firenze, poi trasformato in Regia Corte di Assise.

## Confraternite
Nella grande basilica e nei suoi annessi si riunirono nel tempo molte confraternite. Tra le più importanti ci furono:
- Compagnia di Sant'Anna dei Palafrenieri
- Compagnia dei Caponi
- Compagnia di San Benedetto Nero
- Compagnia di San Benedetto Bianco
- Compagnia del Nocentino
- Compagnia del Bechella
- Compagnia dell'Arcangelo Raffaello o della Natività della Scala, della quale fu governatore anche Lorenzo Lippi, che nel 1647 eseguì e subito donò alla compagnia la sua Crocifissione con la Vergine, san Giovanni e Maria Maddalena dal 1906 custodita al Museo di San Marco[8].
- Compagnia della Pura

## Artisti e opere eseguite per la chiesa e il convento (ordine cronologico)

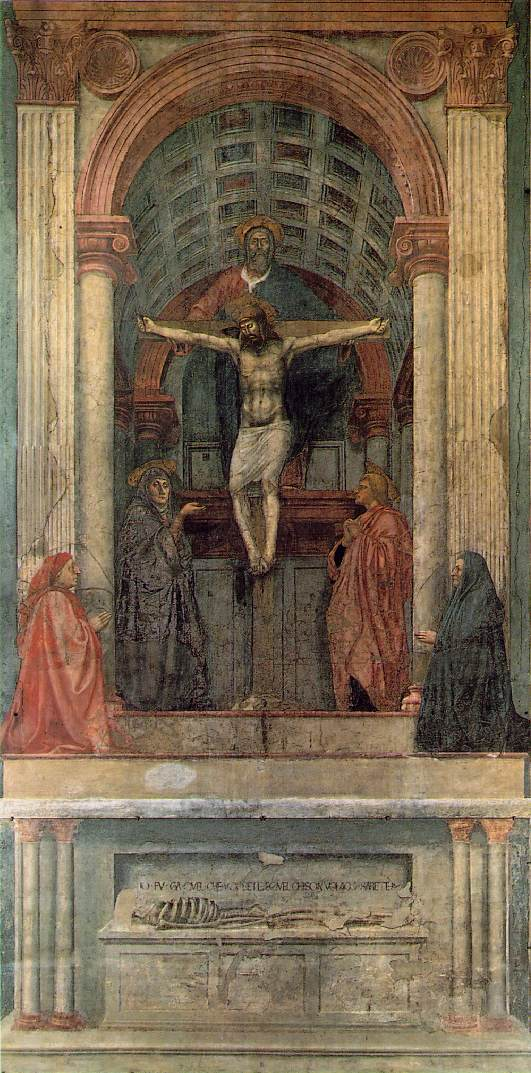
La celebre Trinità del Masaccio
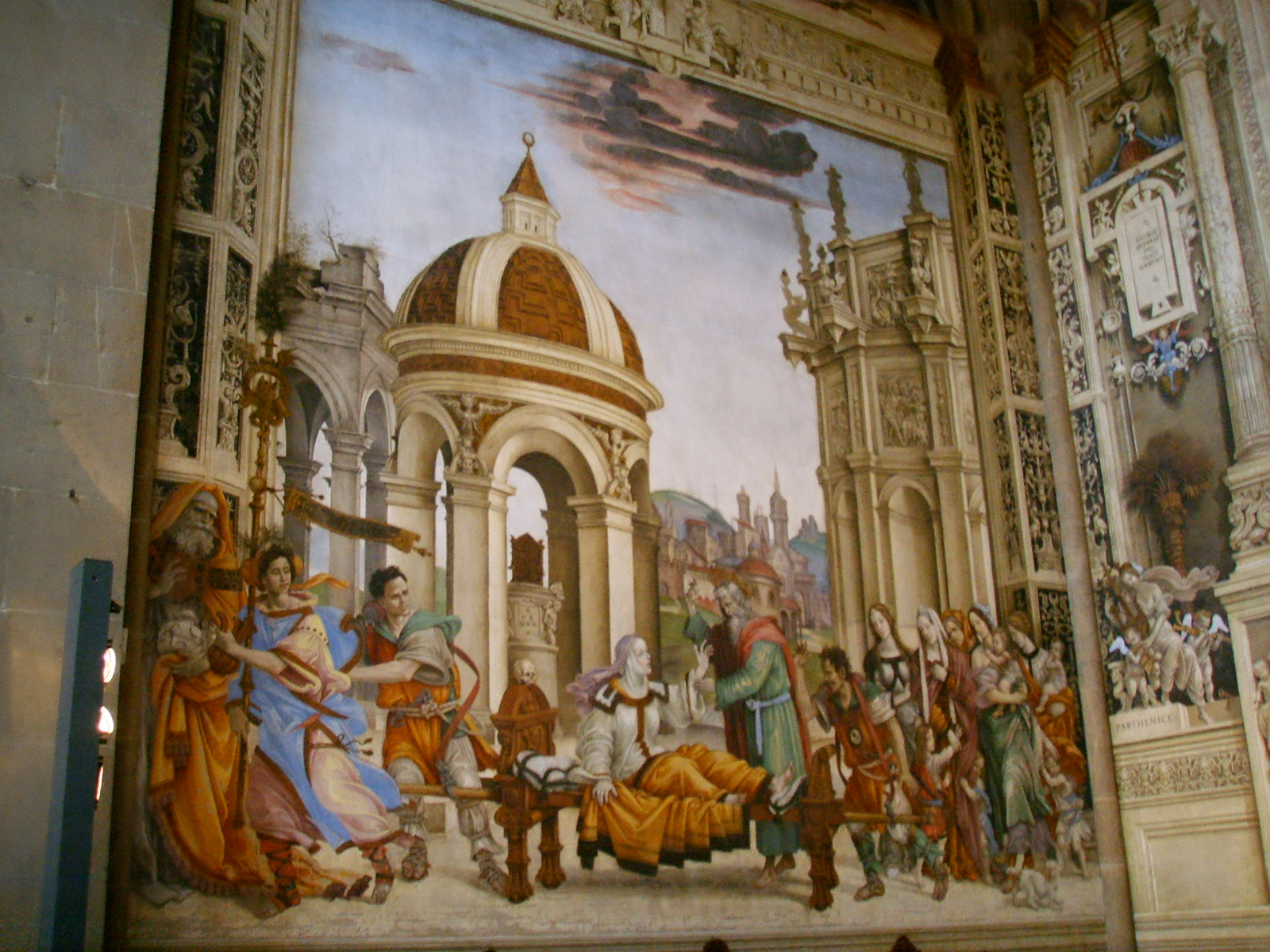
Gli affreschi di Filippino Lippi per la Cappella Strozzi
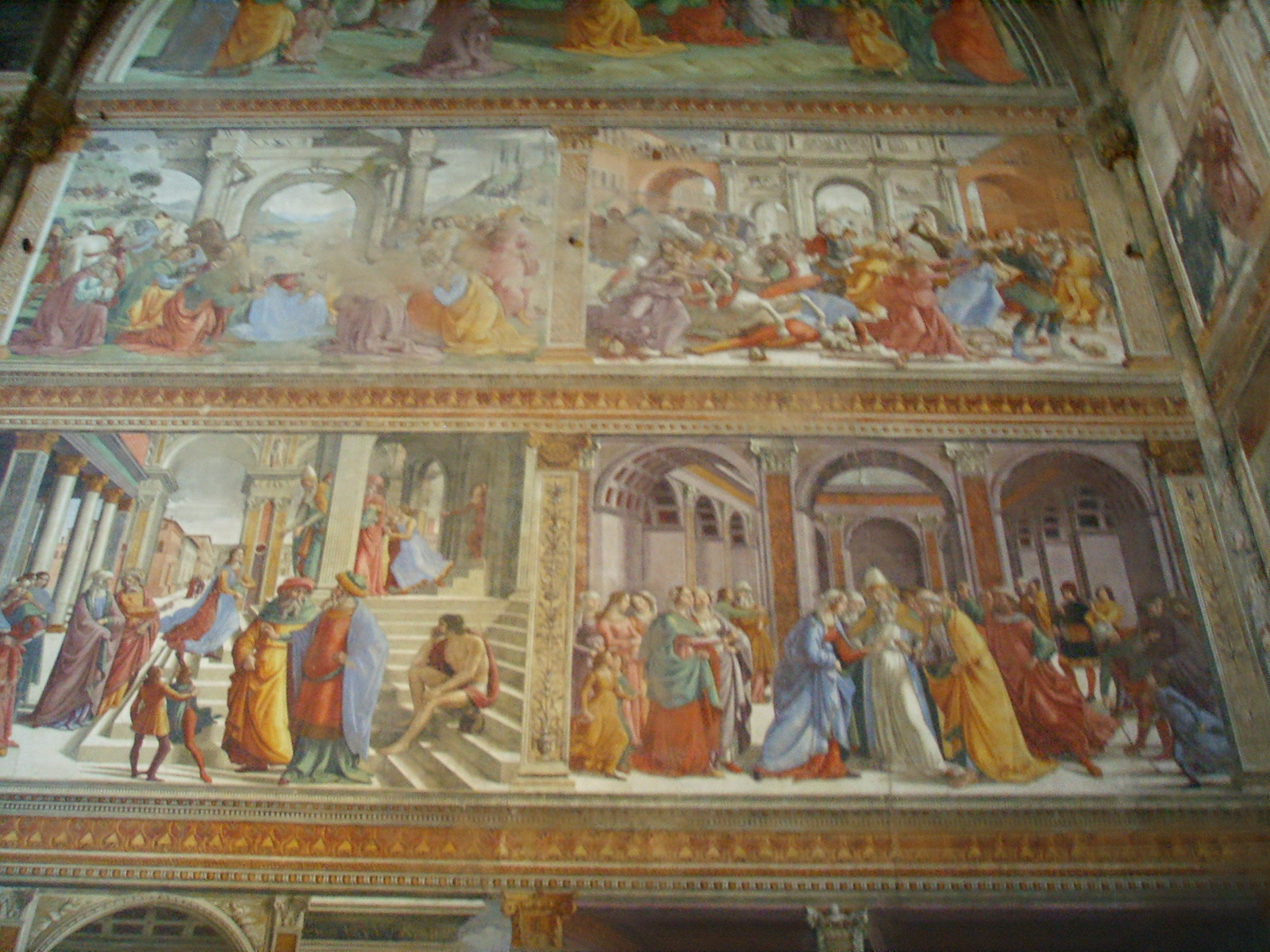
Affreschi di Domenico Ghirlandaio nella Cappella Tornabuoni

- Giotto - Crocifisso su tavola, probabile opera giovanile, documentato esistente nel 1312 sulla controfacciata e ora collocato al centro della navata principale.
- Tino di Camaino - Tomba del vescovo di Fiesole.
- Nardo di Cione - affresco del Giudizio Universale (parete di fondo), Paradiso (parete sinistra), Inferno (parete destra) e disegno della vetrata, nella cappella Strozzi transetto sinistro. Anche gli affreschi nella Cappella di Sant'Anna e in quella di San Paolo nel Chiostro dei Morti sono riferiti a lui o alla bottega (anni '60 del Trecento).
- Bernardo Daddi - polittico con Madonna in trono con Bambino e santi (1344) nella cappella del Santissimo Sacramento che si apriva nella sala capitolare, oggi cappellone degli Spagnoli.
- Andrea Orcagna - Pala Strozzi (firmata e datata al 1357), polittico con Visione di San Tommaso sull'altare della cappella Strozzi. Resti di affreschi sotto quelli di Domenico Ghirlandaio nella volta della cappella Maggiore. All'artista o alla sua scuola sono attribuiti anche gli affreschi della cappella funeraria degli Strozzi nel chiostrino dei Morti, con Crocifissione sulla parete ovest e Natività sulla parete sud.
- Andrea Bonaiuti - affreschi (intorno al 1365) del cappellone degli Spagnoli.
- Nino Pisano - Madonna col Bambino, Cappella Rucellai.
- Filippo Brunelleschi - Crocifisso in legno presso l'altare della cappella Gondi (tra il 1410 e il 1425)
- Lorenzo Ghiberti - Lastra sepolcrale di Fra' Leonardo Dati (1425-1427).
- Masaccio - Trinità, Maria e Giovanni (1427 circa), nella terza cappella della navata sinistra.
- Paolo Uccello - affreschi con Storie della Genesi nel "Chiostro verde" (sul lato orientale sono attribuibili al pittore gli affreschi della prima campata (intorno al 1425), con Creazione degli animali, Creazione di Adamo, Paradiso terrestre, Creazione di Eva, Peccato originale, e quelli della quarta campata (intorno alla metà del secolo), con Diluvio universale e recessione delle acque, Uscita dall'arca, sacrificio di Noé, ebbrezza di Noè. Gli affreschi della seconda e terza campata sono attribuibili ad un pittore della sua cerchia (Dello Delli o Francesco d'Antonio), mentre quelli delle campate quinta e sesta sono oggi quasi interamente perduti.
- Bernardo Rossellino e Desiderio da Settignano - Monumento alla Beata Villana (1451), nella navata destra.
- Baccio d'Agnolo - coro ligneo e leggio (ora nella cappella Maggiore), rimaneggiati dal Vasari.
- Domenico Ghirlandaio - affreschi della cappella Maggiore, su commissione di Giovanni Tornabuoni (1485-1490) sulle pareti (Storie di Maria sulla parete sinistra, Storie di San Giovanni Battista sulla parete destra, San Domenico brucia i libri eretici, Uccisione di S.Pietro Martire, Annunciazione e Andata di S.Giovanni nel deserto con i committenti sulla parete di fondo) e sulla volta (Evangelisti).
- Filippino Lippi - affreschi nella cappella di Filippo Strozzi (1497-1502): sulla volta sono raffigurati Adamo, Noè, Abramo e Giacobbe; sulla parete destra San Filippo Apostolo fa uscire di sotto il tempio di Marte in Jerapoli un mostro e Crocifissione di San Filippo nella lunetta; sulla parete sinistra San Giovanni Evangelista resuscita Drusiana e Martirio del santo nella lunetta; parete di fondo con decorazione architettonica e figure a chiaroscuro). Cartone per le vetrate della cappella, con Madonna con il Bambino e i santi Giovanni e Filippo.
- Benedetto da Maiano - Tomba di Filippo Strozzi (1491-1493) con tondo con Madonna e Bambino sorretto da quattro angeli e sarcofago in basalto. Il busto è ora al Museo del Louvre.
- Ridolfo del Ghirlandaio - affreschi della cappella dei Papi (1515 lunetta con l'Assunzione della Vergine e decorazione della volta)
- Pontormo - affreschi della cappella dei Papi (1515 lunetta con la Veronica, riquadri nella volta).
- Giorgio Vasari - Madonna del Rosario (1568)
- Bronzino - il Miracolo di Gesù
- Giambologna - Crocifisso in bronzo sull'altare maggiore.
- Alessandro Allori - Ultima cena nel refettorio (1592)
- Artisti che affrescarono il Chiostro Grande (1580-1585): Alessandro Allori, Santi di Tito, Bernardino Poccetti, Ludovico Cigoli, Ludovico Buti, Cosimo Gamberucci, Benedetto Veli, Lorenzo Sciorina, Giovanni Maria Butteri, Mauro Soderini, ecc.

## Opere già in Santa Maria Novella
- Duccio di Buoninsegna, Madonna Rucellai (1285), ora agli Uffizi.
- Agnolo Gaddi, Madonna in trono col Bambino e santi, ora alla Galleria nazionale di Parma
- Giovanni del Biondo, Polittico con l'Annunciazione e santi (1380-1385 circa), ora alla Galleria dell'Accademia.
- Sandro Botticelli, Adorazione dei Magi (1475 circa), ora agli Uffizi.
- Domenico Ghirlandaio, Pala Tornabuoni, oggi smembrata in più musei